# Litva
Litva (litevsky Lietuva), plným názvem Litevská republika (litevsky Lietuvos Respublika), je pobaltský stát v Evropě. Je jednou ze tří baltských zemí a leží na východním pobřeží Baltského moře. Na severu sousedí s Lotyšskem, na východě s Běloruskem, na jihu s Polskem, na jihozápadě s ruskou exklávou Kaliningradská oblast a na západě má námořní hranici se Švédskem. Vesměs rovinatá a nížinná země má mírné podnebí s oceánskými i kontinentálními vlivy, označované jako vlhké kontinentální. Na ploše asi 65 000 km² žije v ní 2,9 milionu obyvatel. Hlavním a největším městem je Vilnius, mezi další velká města patří Kaunas, Klaipéda, Šiauliai a Panevėžys. Přes čtyři pětiny obyvatel tvoří Litevci, kteří jsou baltským národem, největšími menšinami jsou Poláci (6 %) a Rusové (5 %). Úředním jazykem je litevština, jeden ze dvou živých baltských jazyků, a 74 % obyvatel se hlásí ke katolické církvi. 
Jihovýchodní pobřeží Baltského moře bylo po tisíciletí obýváno různými baltskými kmeny. Ve 30. letech 12. století litevské země poprvé sjednotil velkokníže Mindaugas, který 6. července 1253 vytvořil Litevské království. Následná expanze a konsolidace vyústila v Litevské velkoknížectví, které bylo ve 14. století největší zemí v Evropě. V roce 1386 uzavřelo velkoknížectví faktickou personální unii s Korunou polského království. Obě království se v roce 1569 spojila do dvoukonfederální Polsko-litevské unie, která vytvořila jeden z největších a nejúspěšnějších států v Evropě. Tato unie trvala více než dvě století, dokud ji sousední země v letech 1772–1795 postupně nerozložily, přičemž většinu litevského území anektovalo Ruské impérium. Ke konci první světové války vyhlásila v roce 1918 Litva nezávislost a založila moderní Litevskou republiku. Za druhé světové války byla Litva okupována Sovětským svazem, poté nacistickým Německem a v roce 1944 byla znovu obsazena Sověty. Litevský ozbrojený odpor proti sovětské okupaci trval až do počátku 50. let 20. století. Dne 11. března 1990, rok před formálním rozpadem Sovětského svazu, se Litva stala první sovětskou republikou, která se odtrhla, když vyhlásila obnovení své nezávislosti.
Litva je unitární poloprezidentskou republikou s prezidentem jako hlavou státu, zákonodárným orgánem je jednokomorový parlament. Je vyspělou zemí s vysokými příjmy a vyspělou ekonomikou, která se v indexu lidského rozvoje umístila na 35. místě. Litva je členem Evropské unie, Rady Evropy, eurozóny, Severské investiční banky, schengenského prostoru, NATO a Organizace pro hospodářskou spolupráci a rozvoj. Účastní se také formátu regionální spolupráce Severská a baltská osmička.

## Etymologie

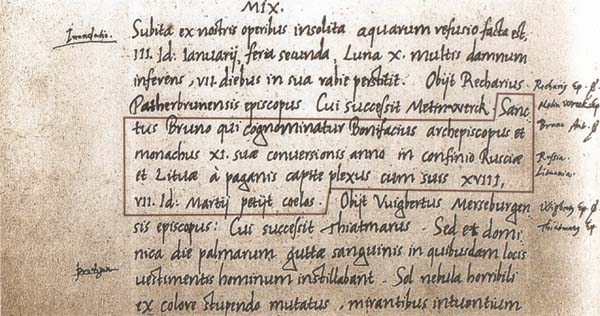
První zmínka o Litvě (v genitivu: Lituae) v Quedlinburské kronice z roku 1009

Jméno Litvy (ve slově Lituae v genitivu; 1. pád by tedy byl „Litua“) bylo poprvé zmíněno v Quedlinburské kronice dne 9. března 1009 v zápise o smrti svatého Bruna. Bruno pokřtil Netimera, jednoho z místních (patrně jotvingských) knížat a jeho blízké. S tím nesouhlasil jeho bratr Zebeden, který nechal Bruna i s jeho svitou stít. (viz též článek Dějiny Litvy).
Existuje několik verzí původu jména země. V západních zemích převládá názor, že název Litva vznikl z litevského slova lietus, což znamená déšť. Litva je tedy podle nich země deště. Existuje však mnoho jiných zemí, kde prší častěji než v Litvě, ale jejich jména nejsou odvozena od slova déšť. Sami Litevci tuto verzi berou pouze anekdoticky, např. v textu písně úryvek „...Lietuva, kur lietus lyja...“ – „...Litva, kde prší...“.
Litevský jazykovědec Kazimieras Kuzavinis tvrdí, že jméno země pochází z názvu vodního toku Lietauka, jehož název byl slovanismem (správný název byl Lietava). Podle něj právě tato řeka dala jméno jednomu z litevských regionů a později i celé Litvě. Lietauka je v současnosti pravým přítokem řeky Neris. Je to 11 km dlouhý vodní tok, který se nachází 30 km od města Kernavė, tehdejšího důležitého politického centra litevského státu. Avšak v jeho větší blízkosti nebyly nalezeny žádné archeologické památky a sotva tam co mohlo být, protože to bylo bažinaté místo. Říčka je příliš nevýznamná (pouze 11 km) aby mohla dát jméno celé zemi. Proto tuto verzi lingvisté většinou odmítají.
Simas Karaliūnas navrhl originální hypotézu, že název Litvy souvisí s německým slovem leiten  (vést, velet). Toto slovo je pokládáno za odvozeninu indoevropského prajazyka, která v minulosti mohla být i v litevštině. Název prý zpočátku znamenal „vojsko“ a tuto souvislost leiten  – vojsko potvrzují i historické dokumenty.
Artūras Dubonis na základě historických údajů uvedl teorii, že původní forma ethnonyma byla leitis. To, že kmen slova liet- pochází z původního leit- bylo lingvistům známo již dříve. A. Dubonis dokázal, že označením leitis byli Litevci nazýváni v některých zdrojích z 14.–15. století a to dalo název určité specifické vrstvě zemanů Velkoknížectví litevského. Leitis totiž mělo zhruba tyto významy: 1. Vrstva sloužících velkoknížeti: vlastnili polnosti ve vlasti, vydržovali jeho koně, platili daně přímo panovníkovi, sloužili mu za vojenských tažení. Panovníkovi vojáci, také vybírali mýtné. Po zesílení pozic šlechty se stali pro panovníka již nepotřebnými a brzy zanikli, někteří se sami stali šlechtici. 2. Věc, záležitost. 3. Název národnosti (Litevců) ve 14.–15. století. Občas takto byli nazýváni všichni Litevci kromě Žemaitiů (Žmuďanů). V lotyštině se termín Leitis množné číslo Leiši jako alternativní k novějšímu Lietuvietis udržel až dosud. Mimo jiné, stejného původu – ovšem s jiným směrem variací – je i název Lotyšska (Lettonia).

## Dějiny

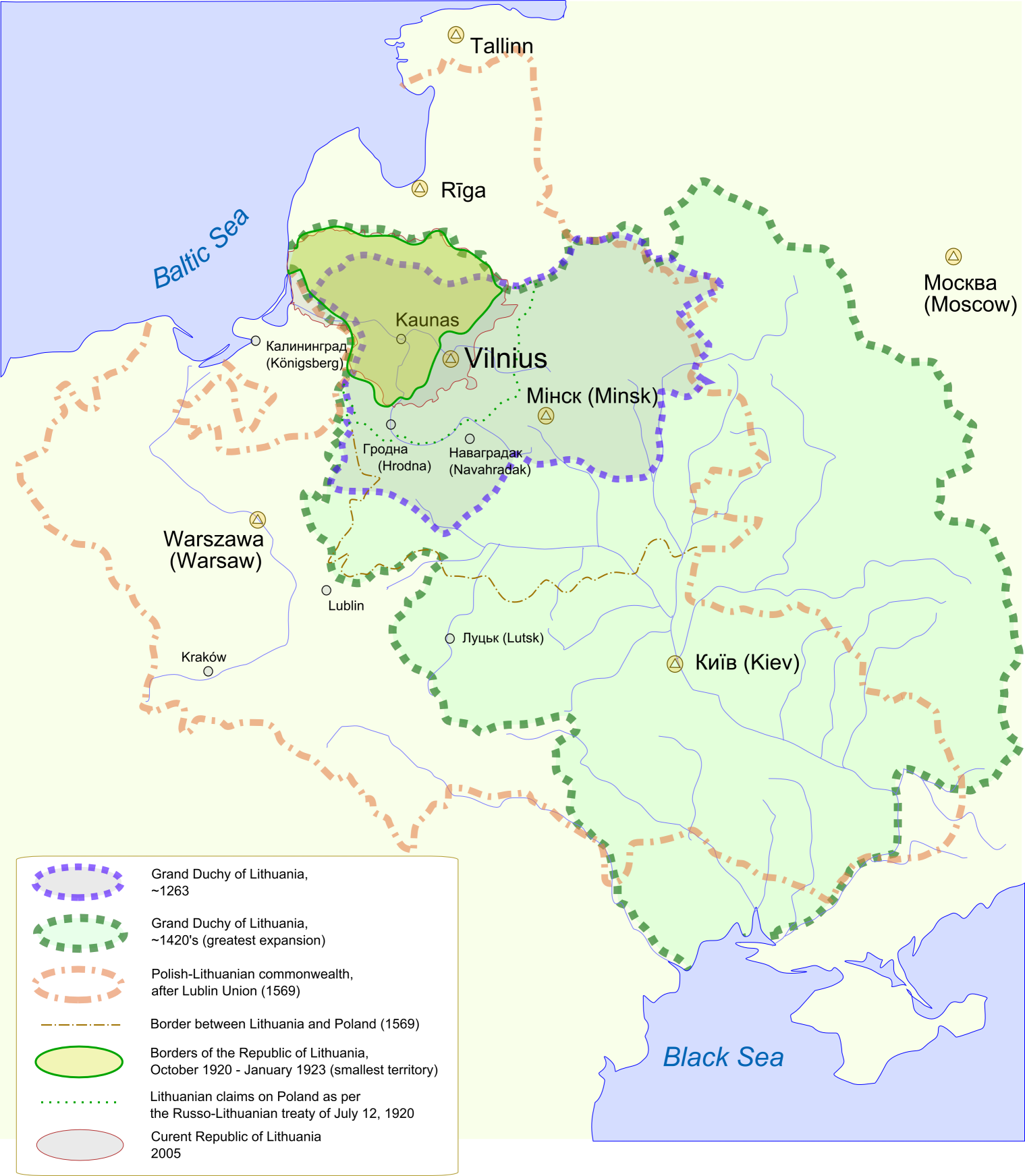
Změny litevského území od 13. století dodnes

Lidé žili na území současné Litvy již od pravěku. První se zde usadili po poslední době ledové, zhruba v 10. tisíciletí před naším letopočtem. V neolitu archeologové rozeznávají Kundskou, Němenskou a Narvskou kulturu. V 8. tisíciletí př. n. l. se klima zmírnilo, došlo k oteplení a vyrostly lesy. Obyvatelé tak přestali migrovat kvůli potravě a více se začali zabývat lovem. Zemědělství se objevilo až ve 3. tisíciletí př. n. l. V této době se také začala rozvíjet řemesla a obchod. Ve 3.–2. tisíciletí př. n. l. přišli do oblasti Indoevropané, smísili se místním obyvatelstvem a vytvořili tak různé pobaltské kmeny.
Historické záznamy svědčí o tom, že již kolem roku 50 př. n. l. tyto kmeny vyvážely jantar až do Římské říše. O Baltech psal okolo roku 98 Tacitus v díle De origine et situ Germanorum, ve 2. století Klaudios Ptolemaios. Předpokládá se, že kolem 7. století se od sebe odlišila litevština a lotyština. Od 9. do 11. století byli Baltové vystaveni nájezdům Vikingů. V průběhu 10.–11. století byli vazaly Kyjevské Rusi. Od poloviny 12. století to byli naopak Litevci, kteří začali napadat ruská území. V roce 1183 zpustošili Polock a Pskov a dokonce v té době ohrožovali i vzdálenou a mocnou Novgorodskou republiku. 

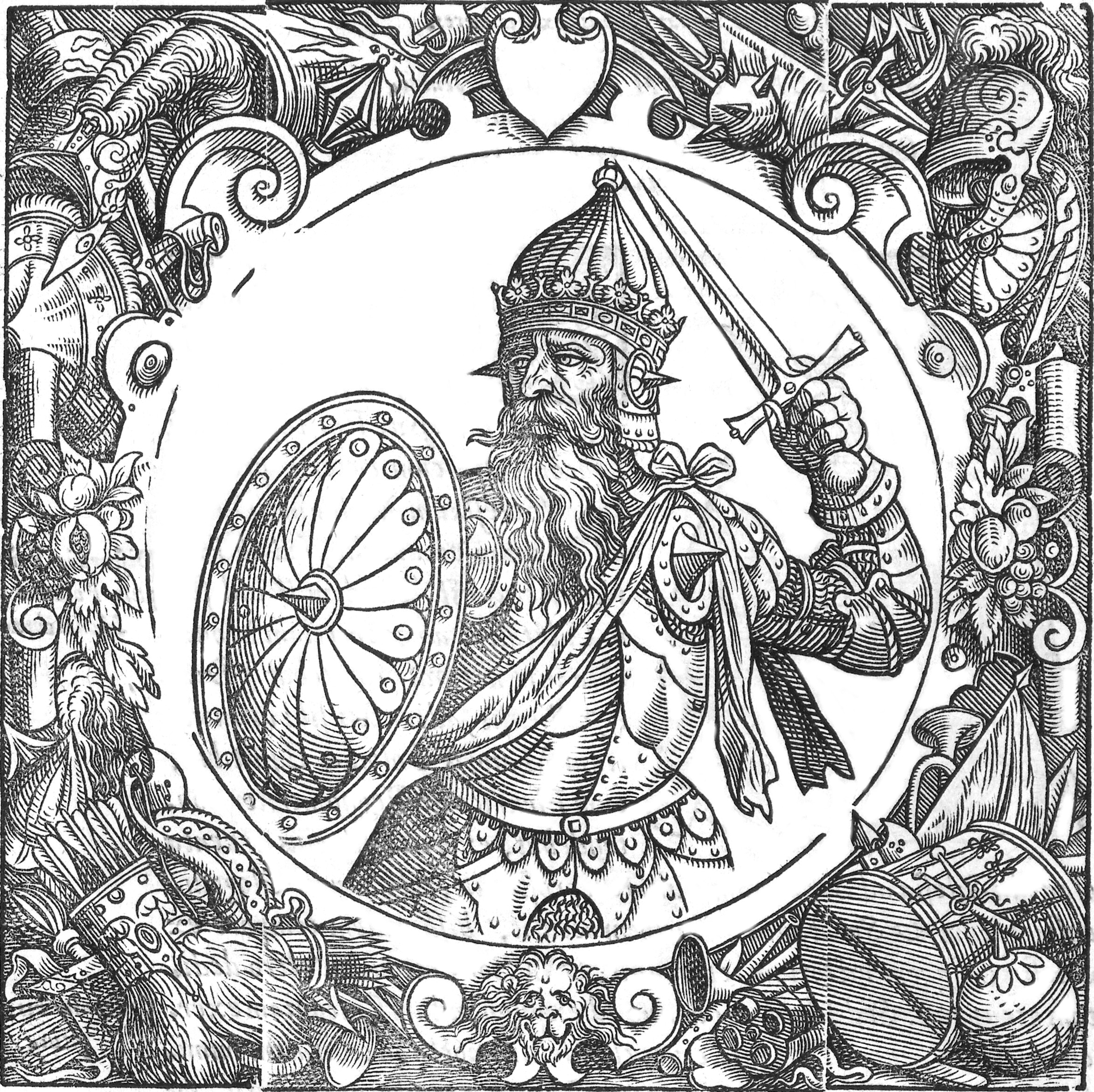
Mindaugas

Nájezdy, drancování a shromažďování otroků vyžadovaly sociální diferenciaci, což podnítilo vznik rané státnosti. Nesourodé litevské kmeny podél Němene byly sjednoceny do litevského státu nejpozději do roku 1219. Zhruba do roku 1236 je umisťován vznik Litevského velkoknížectví. Kníže Mindaugas se nechal v roce 1251, zejména pod tlakem Livonského řádu, pokřtít a dva roky poté získal od papeže královský titul. Je jediným litevským vůdcem, který byl korunován na krále a den jeho korunovace je dnes v Litvě státním svátkem. Nakonec se ale Mindagaus proti Livoncům spojil s Rusy a vrátil se k pohanství. Ve Treniotově spiknutí byl zabit a spolupráce s Rusy byla přerušena, pohanství se však udrželo. Kvůli tomu se Litva stala terčem křesťanských křížových výprav Řádu německých rytířů i Livonského řádu. Druhý z těchto řádů byl spojenými vojsky Litevců a Lotyšů (Zemgalů) vedených Vykintasem poražen a zastaven 22. září 1236 v bitvě u Šiauliai. Tento den je dnes v Litvě a Lotyšsku slaven jako Den baltské jednoty. Bitva iniciovala povstání na územích dobytých Livonským řádem, v němž si Litva definitivně uhájila nezávislost.

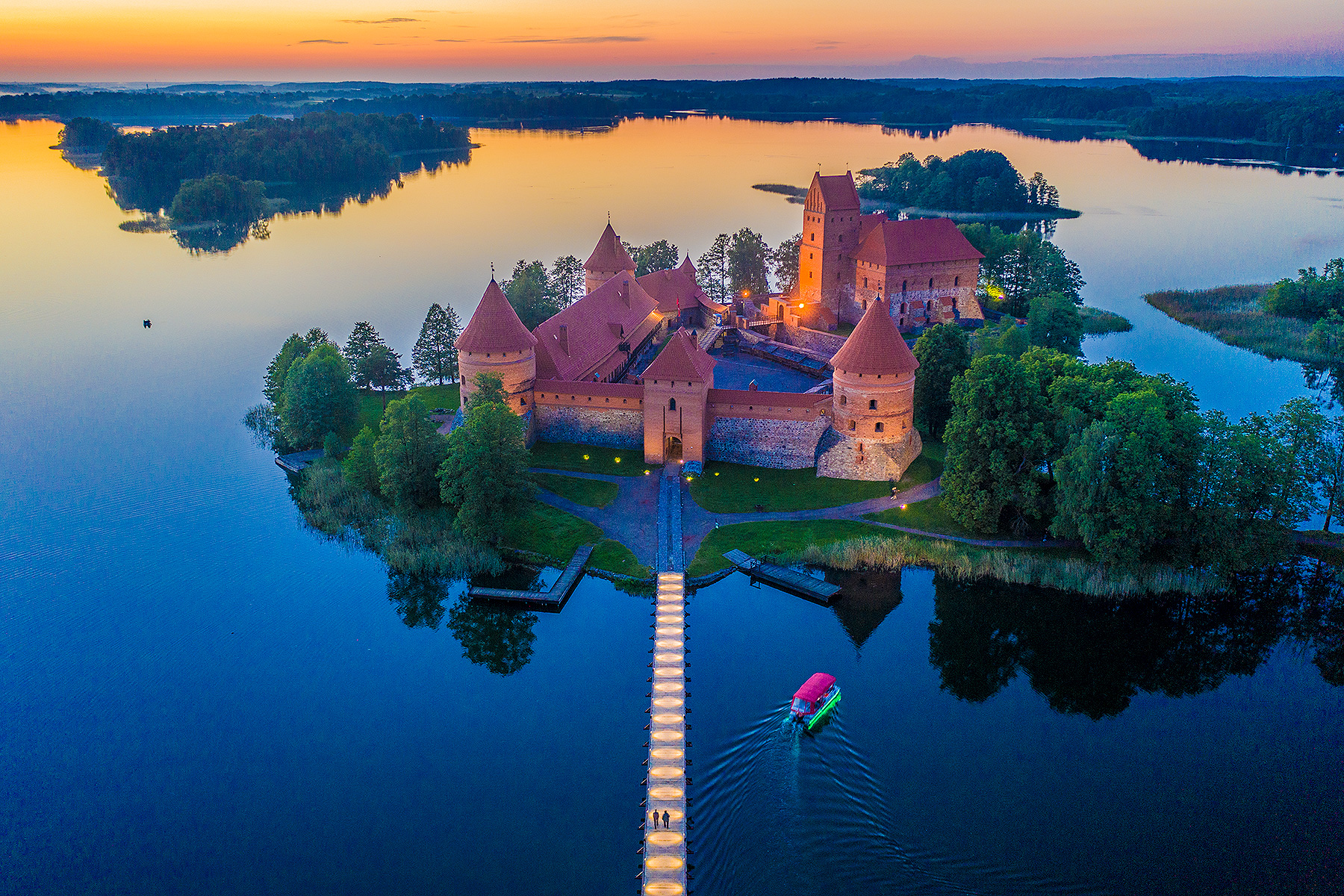
Trakai

Roku 1316 se vlády ujala dynastie Gediminovců, která z Litvy učinila mocný stát, jenž expandoval na území dnešního Běloruska a Ukrajiny. Zakladatel dynastie Gediminas je i legendárním zakladatelem Vilniusu. Jako královské sídlo nechal vystavět vodní hrad Trakai. Jeho syn Algirdas porazil mongolskou Zlatou hordu v bitvě u Modrých vod roku 1362 a poté se zmocnil Kyjevského knížectví. Po dobytí Kyjeva se Litva stala přímým sousedem a soupeřem Moskevského velkoknížectví, což vedlo k napětí a konfliktům (viz též Rusko-litevské války). Na konci 14. století byla Litva jednou z největších zemí v Evropě a zahrnovala dnešní Bělorusko, Ukrajinu a části Polska a Ruska.

Bitva u Grunwaldu

Roku 1385 vstoupila Litva do Krewské unie spolu s Polskem a roku 1387 přijala jako poslední země v Evropě křesťanství. Z Litvy vzešla polská panovnická dynastie Jagellonců, jejím zakladatelem se stal Gediminovec Vladislav II. Jagello, jenž byl také klíčové figurou christianizace Litvy. V roce 1392 se litevským velkovévodou stal Vytautas. Za jeho vlády územní expanze vyvrcholila. Začala také centralizace státu. Ve správě státu začala sehrávat významnou roli litevská šlechta. Ve velké bitvě u řeky Vorskla v roce 1399 Vytautas konfrontoval Tatary. Díky úzké spolupráci dosáhla vojska Litvy a Polska v roce 1410 rozhodného vítězství nad Řádem německých rytířů v bitvě u Grunwaldu, jež byla jednou z největších bitev středověké Evropy. Vytautas získal od císaře Svaté říše římské Zikmunda i královskou korunu, ale oficiální královské korunovace se nedožil. 

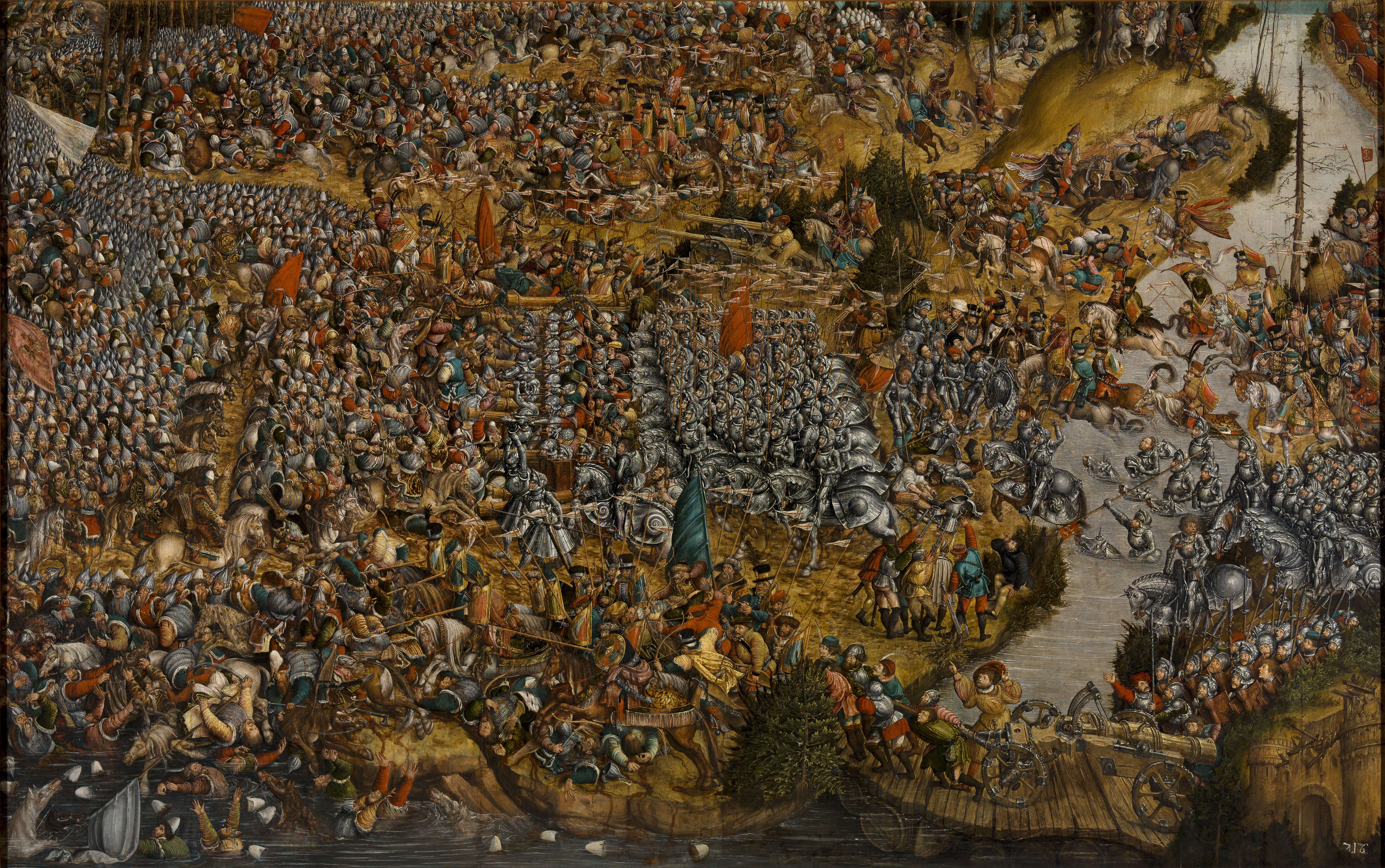
Bitva u Orši

Po smrti Vytautase se litevská šlechta pokusila rozbít unii mezi Polskem a Litvou. Jenže spojenectví s Polskem se brzy začalo hodit kvůli rostoucí moci Moskevského velkoknížectví. Dne 8. září 1514 se odehrála bitva u Orši, kde polsko-litevskému vojsku velel litevský hejtman Konstantin Ostrožský. Třicetitisícová polsko-litevská armáda v ní porazila 80 000 moskevských vojáků a zajala jejich velitele. Obě země se střetly i v Livonské válce.

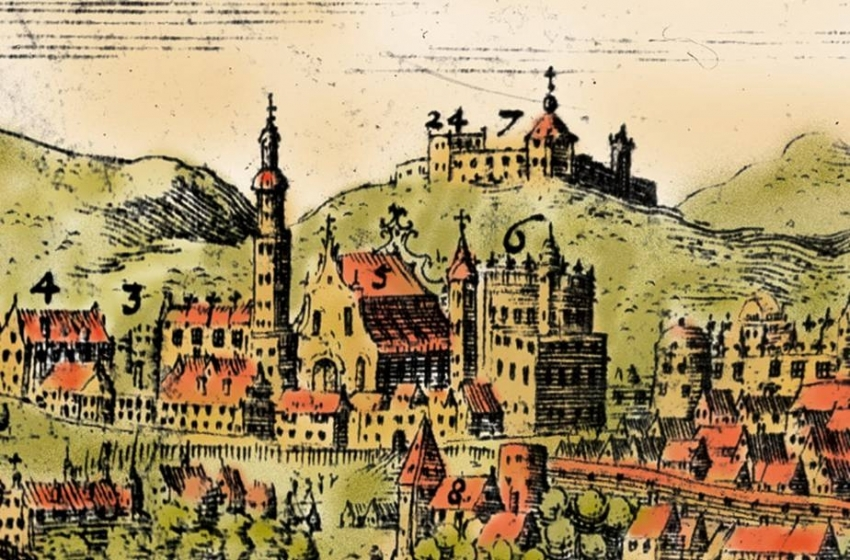
Vilnius okolo roku 1600

Namísto původně zamýšleného osamostatnění tak v roce 1569 uzavřelo Velkoknížectví litevské novou smlouvu s Královstvím Polska a vznikla ještě mnohem těsnější, tzv. Lublinská unie. Díky ní vytvořila Litva s Polskem stát zvaný Republika obou národů. Litva si ponechala samostatnou armádu, měnu i zákony, přesto měli ve státě větší vliv Poláci. Polonizace nakonec ovlivnila všechny aspekty litevského života: politiku, jazyk, kulturu i národní identitu. Od roku 1573 byli polští králové a litevští velkovévodové voleni šlechtou, což významně posílilo moc šlechty, která si vynutila tzv. zlaté svobody. To pozvolna drolilo stát, ale na počátku 17. století, v počátcích třicetileté války, na této mocenské konstelaci Litva vydělala, neboť vlivní šlechtici prosadili, aby v třicetileté válce, která zničila velkou část Evropy, unie zůstala neutrální. Tím se vyhnula devastaci. Polsko-litevské vojsko bylo přitom velmi silné, podařilo se mu například obsadit a dva roky držet Moskvu v letech 1610–1612. 

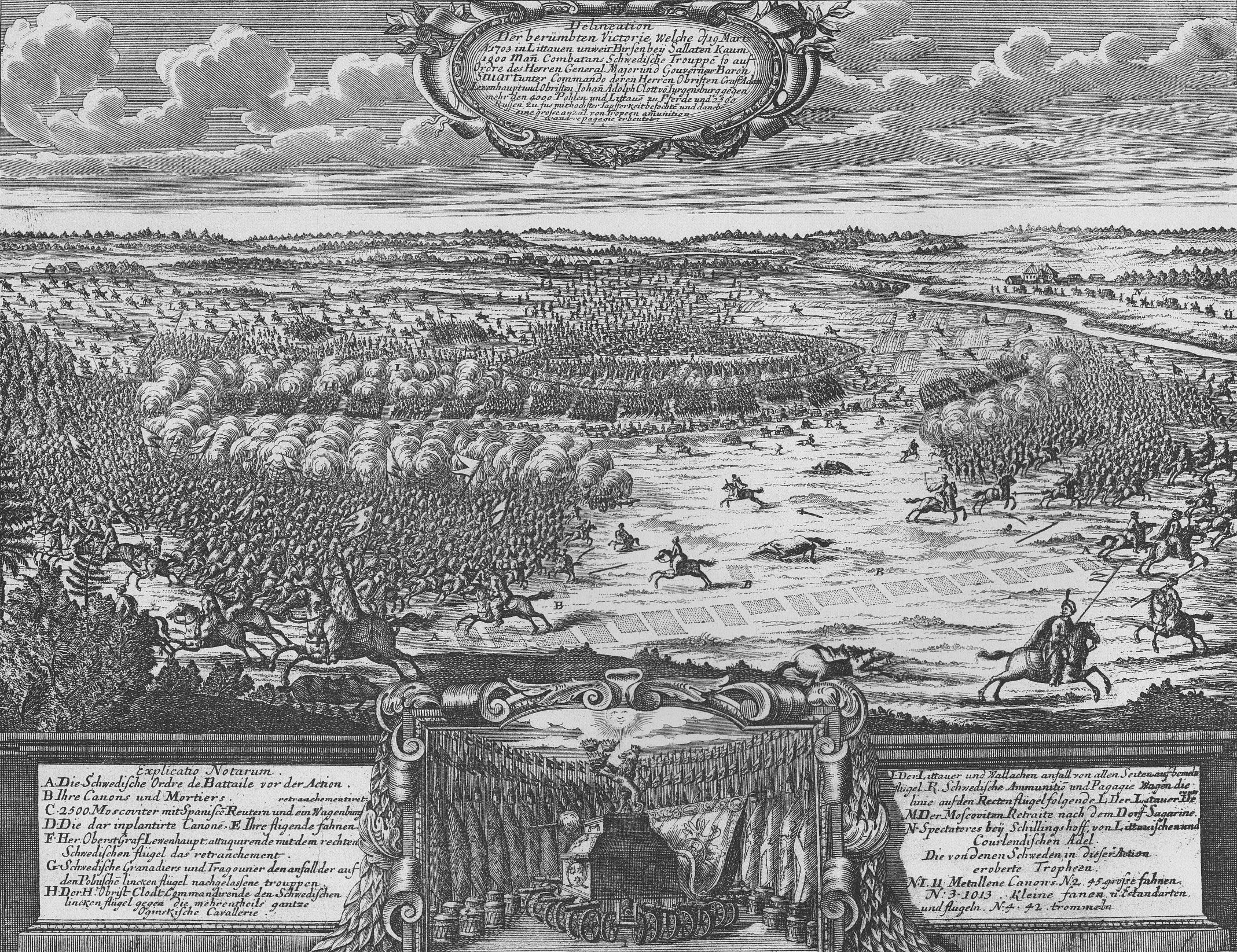
Severní válka: Bitva u Saločiai, 1703

Po třicetileté válce se však začaly projevovat nevýhody "šlechtické anarchie". Roku 1655 byl poprvé dobyt a vypleněn Vilnius, po řádění ruské armády hořel 17 dní. Ruská okupace Litevského velkovévodství trvala až do roku 1661. Během severní války (1655–1661) bylo litevské území a hospodářství zase devastováno především švédskou armádou. Toto období je známé jako tvanas (potopa). Než se mohla Litva úplně zotavit, byla během velké severní války (1700–1721) znovu zpustošena Švédy. Přidal se mor a hladomor, načež zahynulo 40% populace země. Rusko stále více ovládalo vnitřní politiku, šlechtici však bránili jakýmkoli reformám. Vše měla napravit nová ústava z roku 1791. Byla navržena dle amerického vzoru, jenže pokus o modernizaci přišel pozdě. Polsko-litevská unie byla definitivně rozbita sousedními velmocemi roku 1795, během tzv. třetího dělení Polska. Většina území Litvy připadla Ruskému impériu, menší část připojilo Prusko.

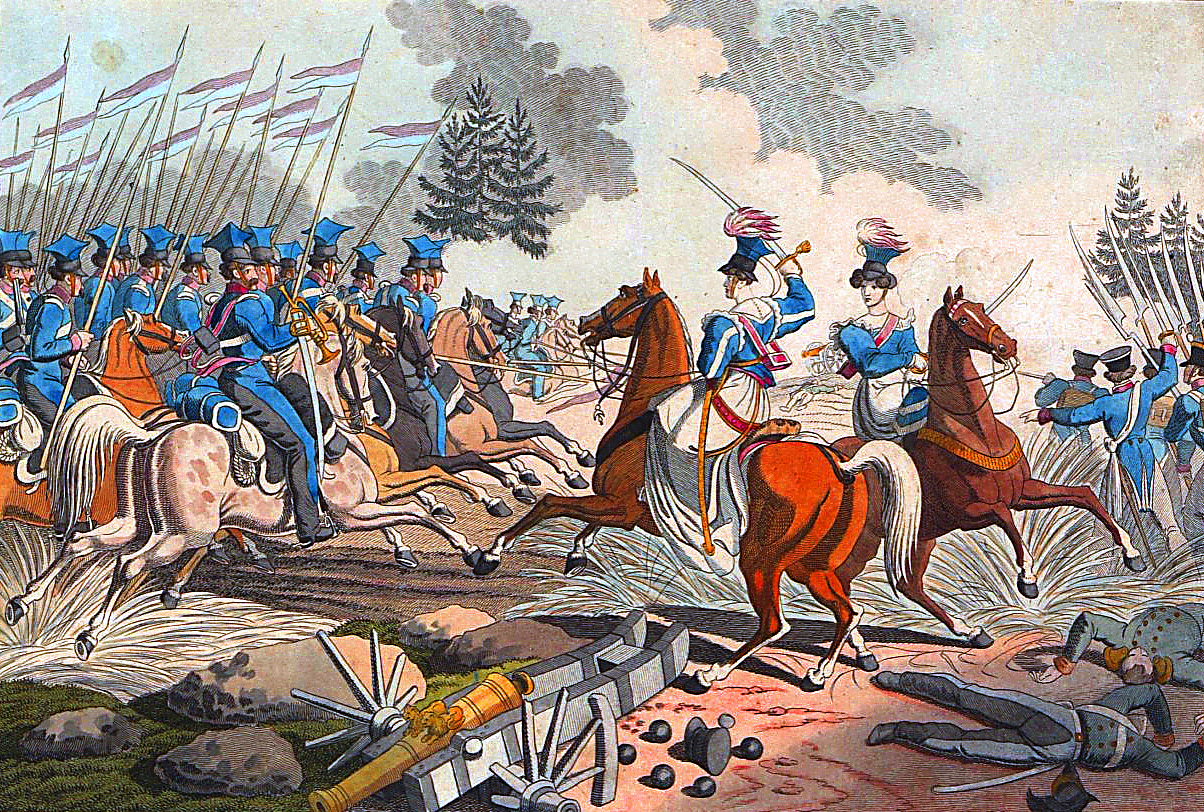
Emilia Platerová v čele povstání roku 1831

V roce 1812 bylo území Litvy nakrátko obsazeno francouzskými vojsky během Napoleonova tažení do Ruska. Po Napoleonově porážce připojil car Alexandrem I. Litvu opět ke své říši jako ruskou provincii. Po neúspěšných povstáních v letech 1831 pod vedením Emilie Platerové a 1863 nasadily carské úřady rusifikační strategii. V roce 1840 byl zakázán litevský tisk, byly uzavřeny kulturní a vzdělávací instituce. Rusifikace selhala jen díky rozsáhlé síti litevských pašeráků knih a tajnému litevskému domácímu vzdělávání. Čelili jí národní obrozenci jako Simonas Daukantas, Jonas Basanavičius či později Vincas Kudirka, kteří usilovali zejména o záchranu litevštiny. Po hladomoru v letech 1867–1868 ovšem mnoho Litevců emigrovalo do Spojených států.

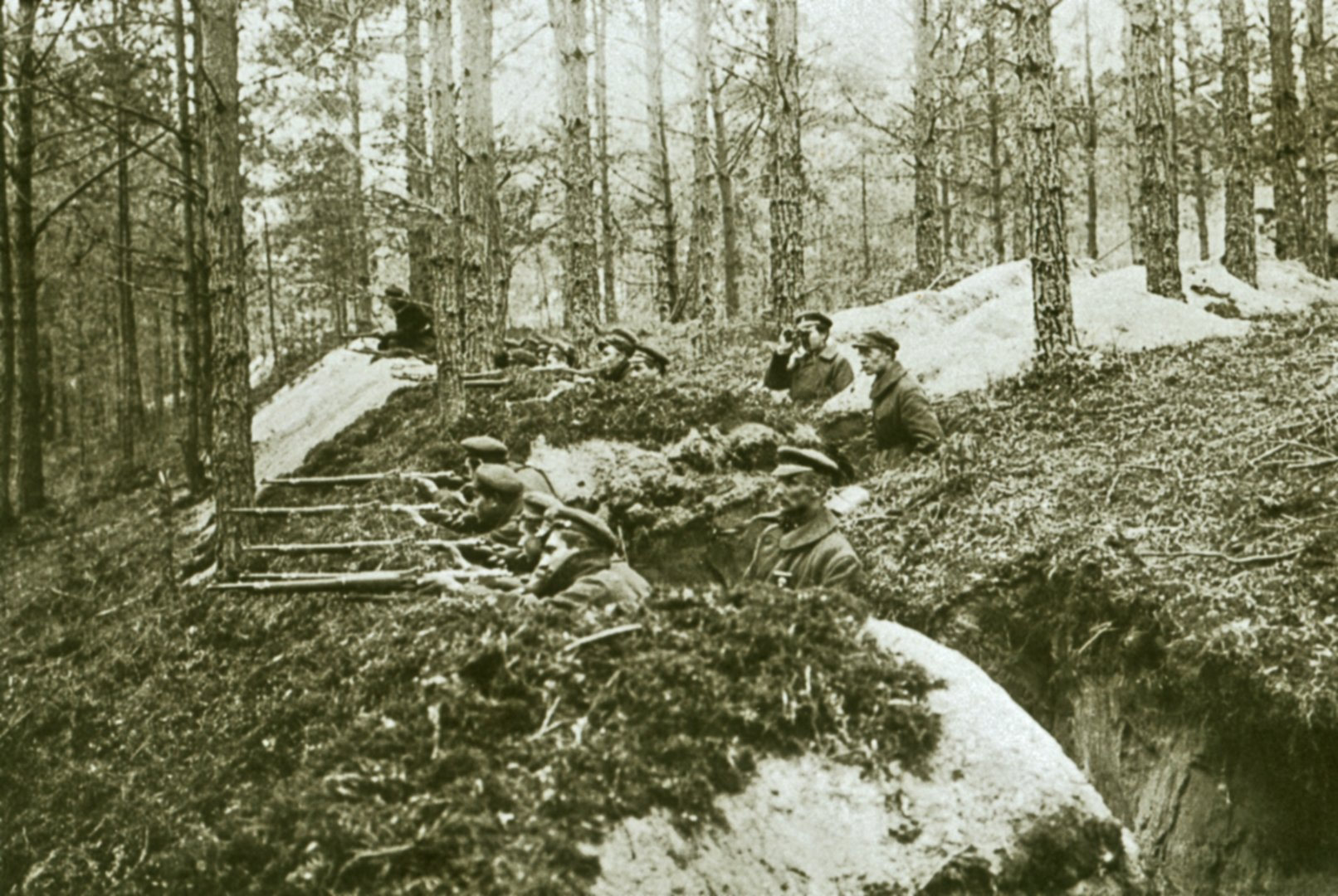
Litevci ve válce s bolševiky

Za první světové války bylo území Litvy obsazeno císařským Německem. Ve dnech 18.–22. září 1917 byla na konferenci ve Vilniusu zvolena dvacetičlenná národní rada. Dne 16. února 1918 přijala zákon, kterým vyhlásila obnovení samostatného litevského státu. Bylo však otevřenou otázkou, nakolik budou takový krok respektovat mocné říše – německá a ruská. Litevci měli ale štěstí – 3. března 1918 podepsali noví ruští bolševičtí vládci mír v Brestu s Německem, v němž se vzdali litevského území, a v listopadu Němci prohráli válku. Samostatný stát tak skutečně vznikl, byť ruští bolševici brzy přece jen získali na Pobaltí zálusk a Litva tak musela uhájit svou nezávislost ve třech válečných konfliktech s Ruskem zvaných souhrnně litevská osvobozenecká válka. Odražen musel být i pokus baltských Němců o vznik jimi ovládaných státních útvarů.

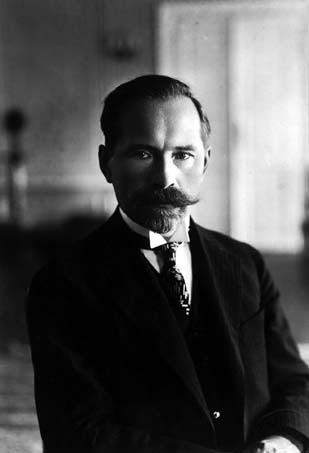
Antanas Smetona

Nová republika měla napjaté vztahy i s Polskem, které obsadilo území okolo Vilniusu, který byl Litvou považován za hlavní město (viz polsko-litevská válka). Po ztrátě Vilniusu Litevci zřídili jako provizorní hlavní město Kaunas. Litva získala v roce 1923 anexí přístav Klaipėdu. V roce 1939 musela Litva vydat právě Klaipėdu pod nátlakem Německa. Po okupaci východních částí Polska v roce 1939 bylo území Vilniusu a okolí předáno Sovětským svazem Litvě.
Republika byla zpočátku demokratická, ale 17. prosince 1926 došlo k vojenskému puči, jehož výsledkem byla konzervativně autoritářská vláda Antanase Smetony. Začala vláda jedné strany, Litevského nacionalistického svazu. V roce 1927 byl definitivně rozpuštěn parlament – Seimas. V roce 1928 byla přijata nová ústava, která upevnila prezidentské pravomoci. Postupně byly opoziční strany zakázány, byla zpřísněna cenzura a omezena práva národnostních menšin. Ekonomicky si meziválečná republika vedla dobře, průmyslová výroba za dvacet let vzrostla o 160 %, ale světová hospodářská krize vše zhoršila. Zasáhla zejména zemědělce, jejichž nepokoje vláda potlačovala násilím.

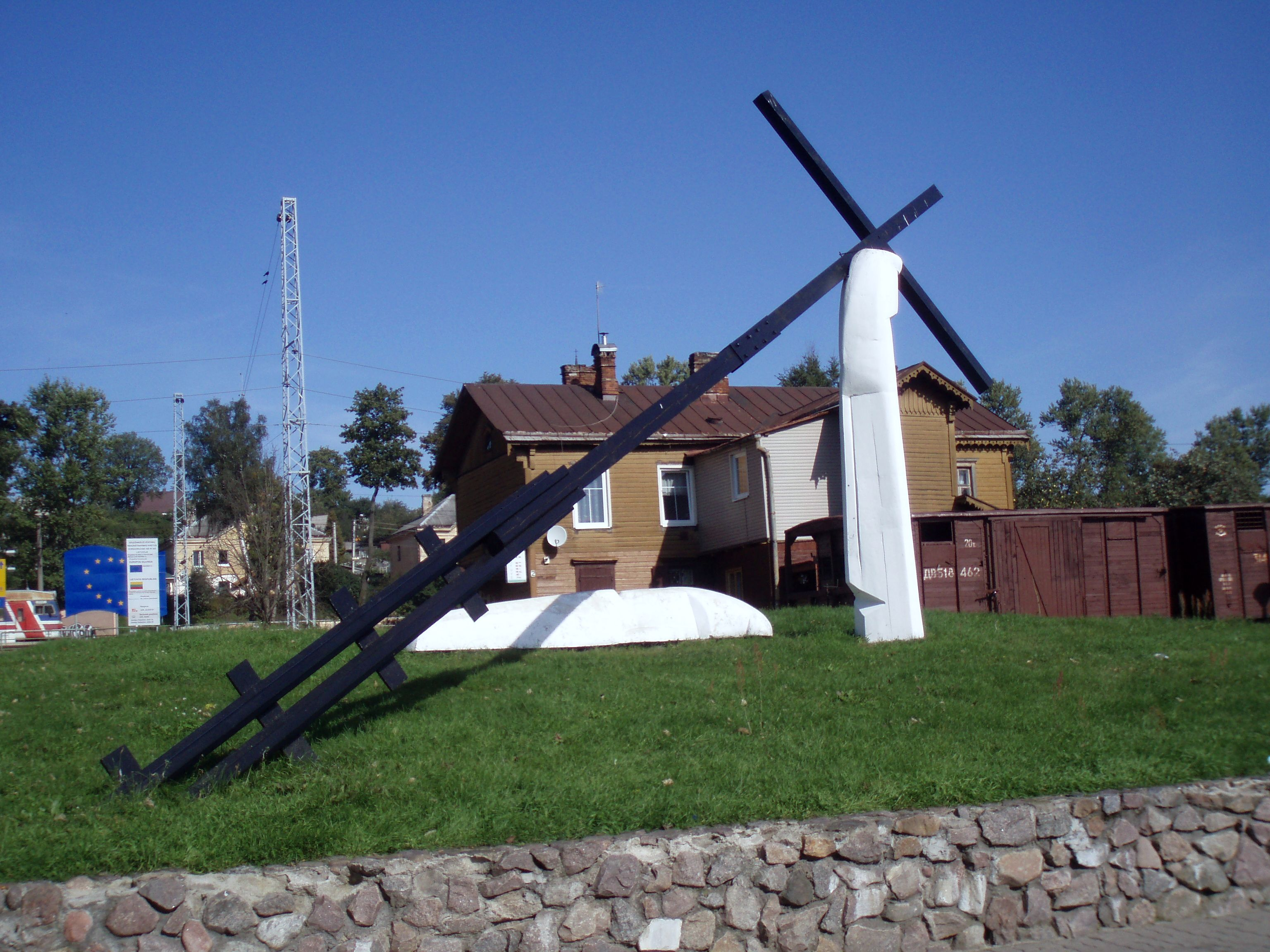
Památník sovětských deportací během sovětské okupace v Naujoji Vilnia.

V roce 1940 byla Litva okupována Sovětským svazem, litevská vláda se rozhodla nebránit. Tuto okupaci, tak jako mnoho dalších, si dohodl sovětský vůdce Stalin s německým vůdcem Hitlerem 24. srpna 1939 v rámci paktu Ribbentrop–Molotov. Litevská sovětská socialistická republika byla vyhlášena 21. července a přijata do Sovětského svazu 3. srpna. Litva byla rychle sovětizována: asi 12 000 lidí, včetně mnoha významných osobností, bylo zatčeno a uvězněno v gulagu. Firmy byly znárodněny, litevský litas byl nahrazen sovětským rublem, daně zemědělcům byly zvýšeny o 50–200 %, litevská armáda byla transformována na 29. střelecký sbor Rudé armády. V červnu 1941 bylo asi 17 000 Litevců deportováno na Sibiř, kde mnoho z nich zahynulo kvůli nelidským životním podmínkám.
Po napadení Sovětského svazu Německem v roce 1941 vyhlásili Litevci protibolševické povstání a nezávislý stát. Ten však Němci neakceptovali a Litvu v letech 1941 až 1944 okupovali. V Ponarech němečtí nacisté zavraždili na 100 000 Židů, Poláků a Rusů. Do 1. prosince 1941 bylo zabito více než 120 000 litevských Židů, tedy 91–95 % předválečné židovské populace v Litvě. Na masakrech Židů v Litvě se aktivně podíleli i litevští kolaboranti. 12. litevský prapor působil pod německým velením v Bělorusku, kde se podílel na zavraždění 300 000 lidí.

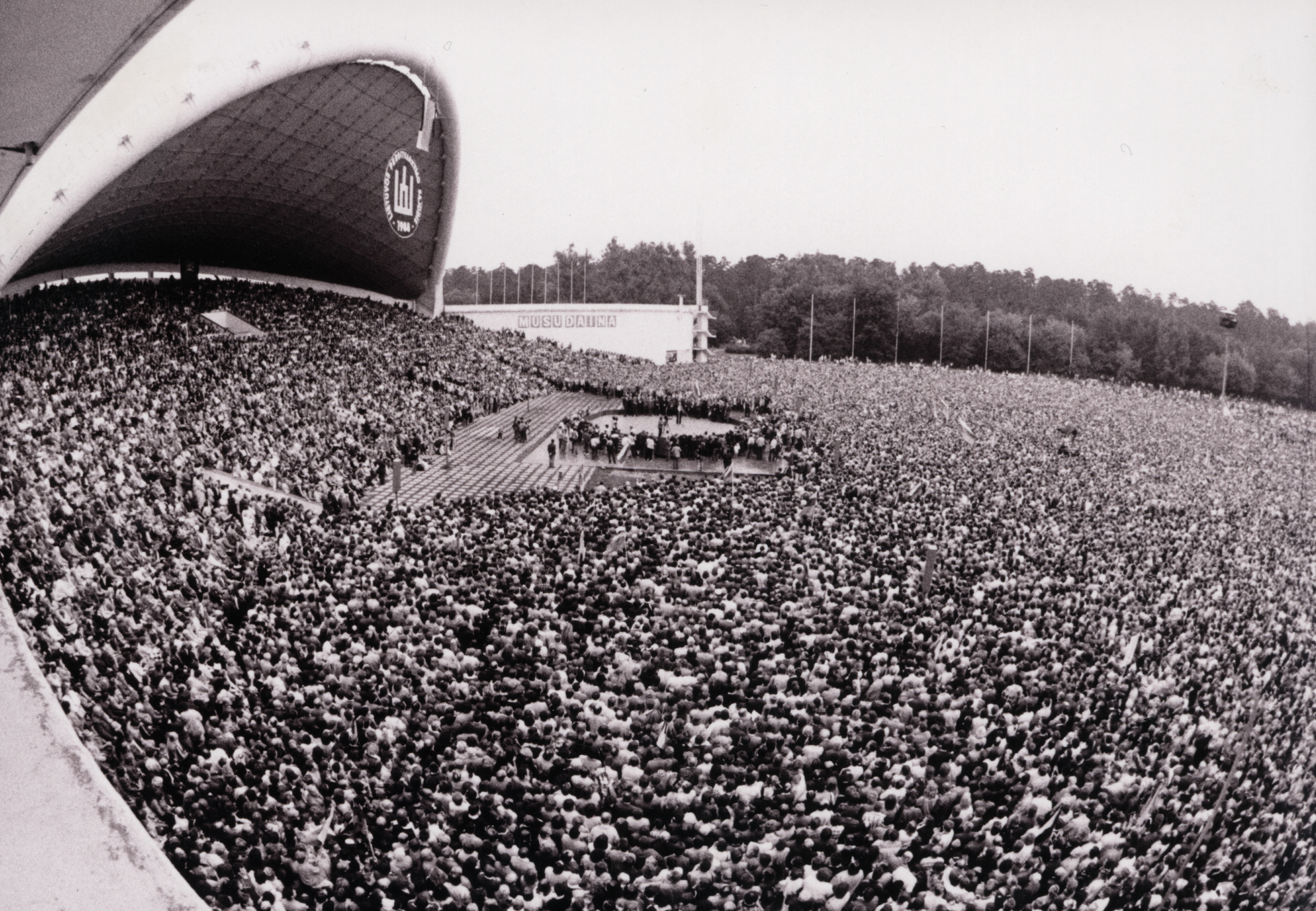
Protisovětská demonstrace v roce 1988

V červenci 1944 Sověti společně s Poláky dobyli Vilnius a Litva se znovu stala součástí SSSR. Po válce stalinský režim deportoval desítky tisíc Litevců na Sibiř. Asi 50 000 Litevců odešlo do lesů, kde jako lesní bratři vedli proti Sovětům partyzánskou válku. Asi 20 000 z nich padlo. Opětovnou sovětizaci země řídil zejména Antanas Sniečkus, vůdce Komunistické strany Litvy od roku 1940 do roku 1974. Do země byly kvůli odnárodnění zvány tisíce etnických Rusů. Odpor nikdy zcela neutichl, mezi nejaktivnější účastníky opozičního hnutí patřili Vincentas Sladkevičius nebo Sigitas Tamkevičius. V roce 1972, po veřejném sebeupálení Romase Kalanty, trvaly nepokoje v Kaunasu několik dní. Velkým impulsem k zesílení opozičních aktivit byla Gorbačovova perestrojka a glasnosť ve 2. polovině 80. let. V roce 1988 vzniklo hnutí Sąjūdis vedené Vytautasem Landsbergisem. To se rychle propracovalo k požadavkům samostatného státu. 23. srpna 1988 uspořádalo ve Vilniusu protestní demonstraci, jíž se zúčastnilo 250 000 lidí. O rok později, 23. srpna 1989, u příležitosti 50. výročí Paktu Molotov–Ribbentrop, Sąjūdis uspořádal proslulou akci zvanou Baltský řetěz, během níž aktivisté propojili 600kilometrovým lidským řetězem tři pobaltské státy.

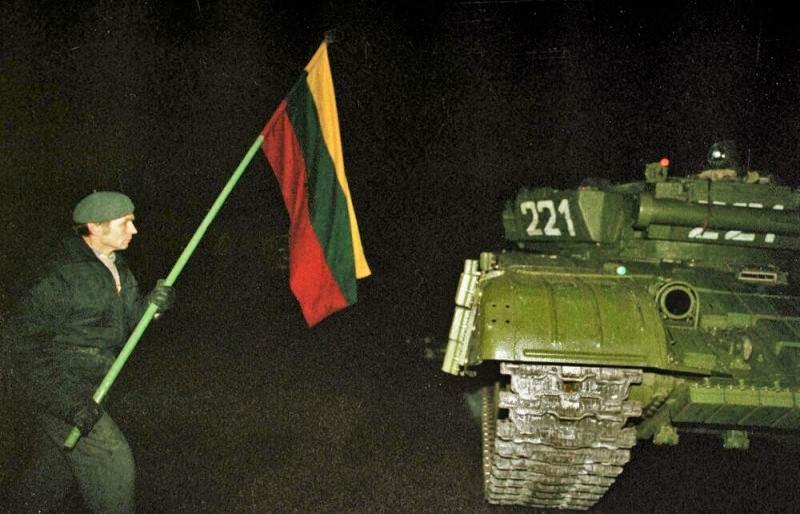
Boje u vilniuské televizní věže

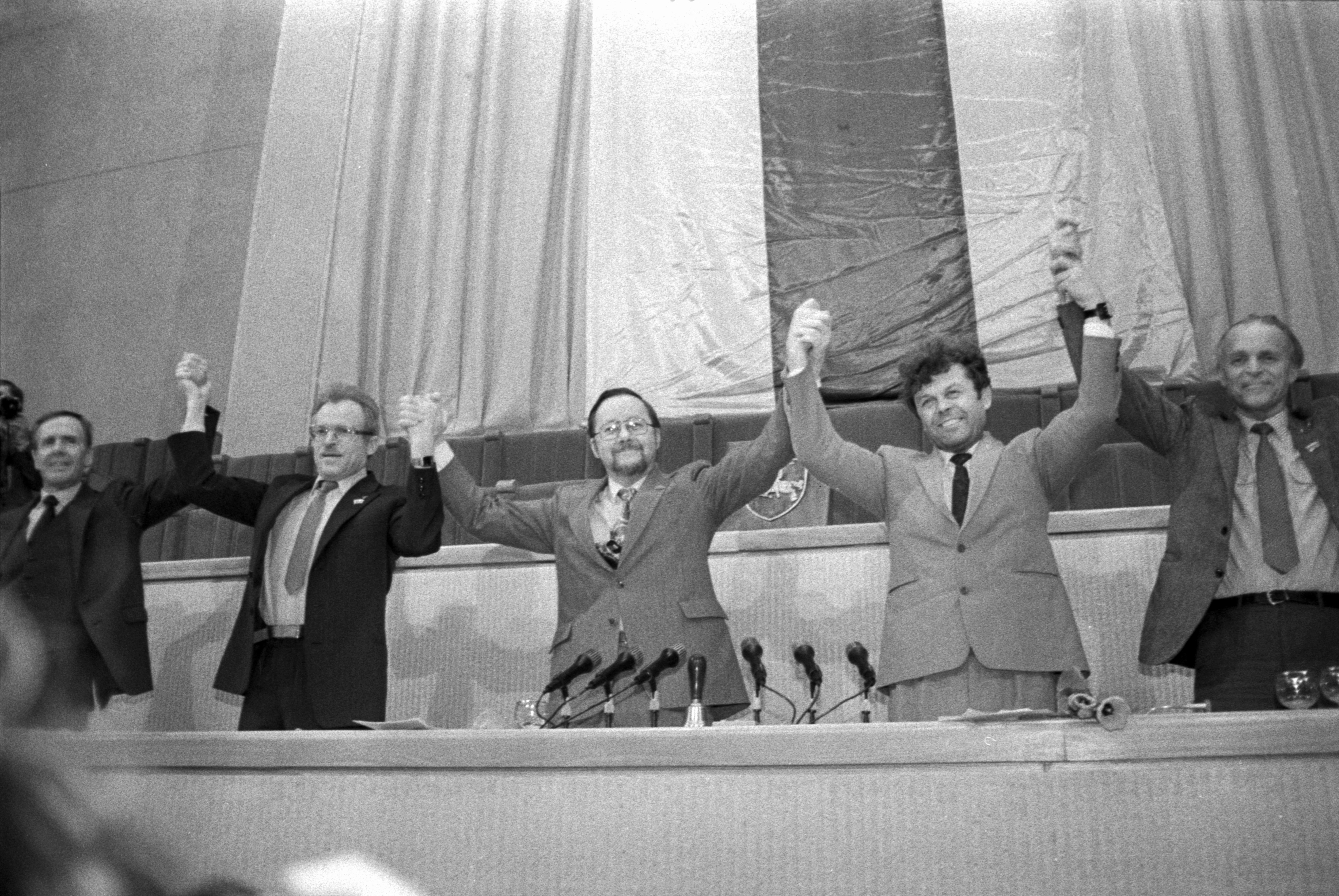
Nezávislost vyhlášena, uprostřed Vytautas Lansbergis

Novodobý samostatný litevský stát vznikl 11. března 1990, kdy Nejvyšší rada tehdejší Litevské republiky vyhlásila Zákon o obnovení nezávislosti Litevské republiky, jakožto první ze sovětských republik. Rusové v odpovědi zarazili dodávky ropy, okamžitě vystartovala inflace, musel být zaveden přídělový systém na potraviny a dokonce přestal fungovat rozvod teplé vody. Sovětský svaz nezávislost neuznal a následně 13. ledna 1991 došlo k potyčkám mezi stoupenci litevské samostatnosti a sovětskými vojáky u Vilniuské televizní věže (tzv. Lednové události). Zahynulo celkem 14 lidí a další stovky byly zraněny. Ruští vojáci se domnívali, že špatná ekonomická situace povede k tomu, že se obyvatelstvo přidá na jejich stranu, ale naprosto se přepočítali. 11. února 1991 jako první stát Litvu uznal Island. 17. září 1991 byla Litva přijata do Organizace spojených národů. Cestu Litvy k uznání nezávislosti ze strany Sovětského svazu urychlila snaha dalších svazových republik vystoupit ze svazku ke konci roku 1991.
V roce 1992 byla přijata nová ústava, roku 1993 zvolen první prezident Algirdas Brazauskas. Dne 31. srpna 1993 opustily území Litvy poslední jednotky sovětské armády. Litva je od roku 2004 členem NATO a 1. května 2004 jednou z novějších členských zemí EU.  Dne 1. ledna 2015 vstoupila do eurozóny, jako poslední z pobaltských států. Od vstupu do Evropské unie opustilo zemi 370 000 lidí.

## Státní symboly

### Vlajka
Litevská vlajka (státní a národní) je tvořena listem o poměru stran 3:5 se třemi vodorovnými pruhy – žlutým, zeleným a červeným.
Druhá (státní) vlajka (označovaná jako historická) má červený list o poměru stran 3:5, na němž je vyobrazen rytíř Vytis. Je stále vyvěšena na třech místech (Královský palác ve Vilniusu, hrad Trakai a Muzeum války Vytautase Velikého v Kaunasu) a na vybraných místech v určité dny.

### Znak
Litevský státní znak je tvořen červeným štítem s rytířem Vytisem na (heraldicky) vpravo cválajícím koni, držícím ve vztyčené pravé ruce meč. Na levém rameni má modrý štít se zlatým, dvojitým křížem.

### Hymna
Litevská hymna je píseň Tautiška giesmė (česky Národní píseň). Autorem slov i hudby je litevský spisovatel a novinář Vincas Kudirka.

## Geografie

### Poloha

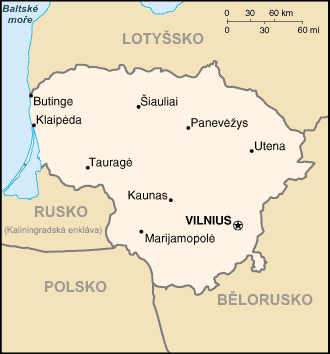
Orientační mapa Litvy

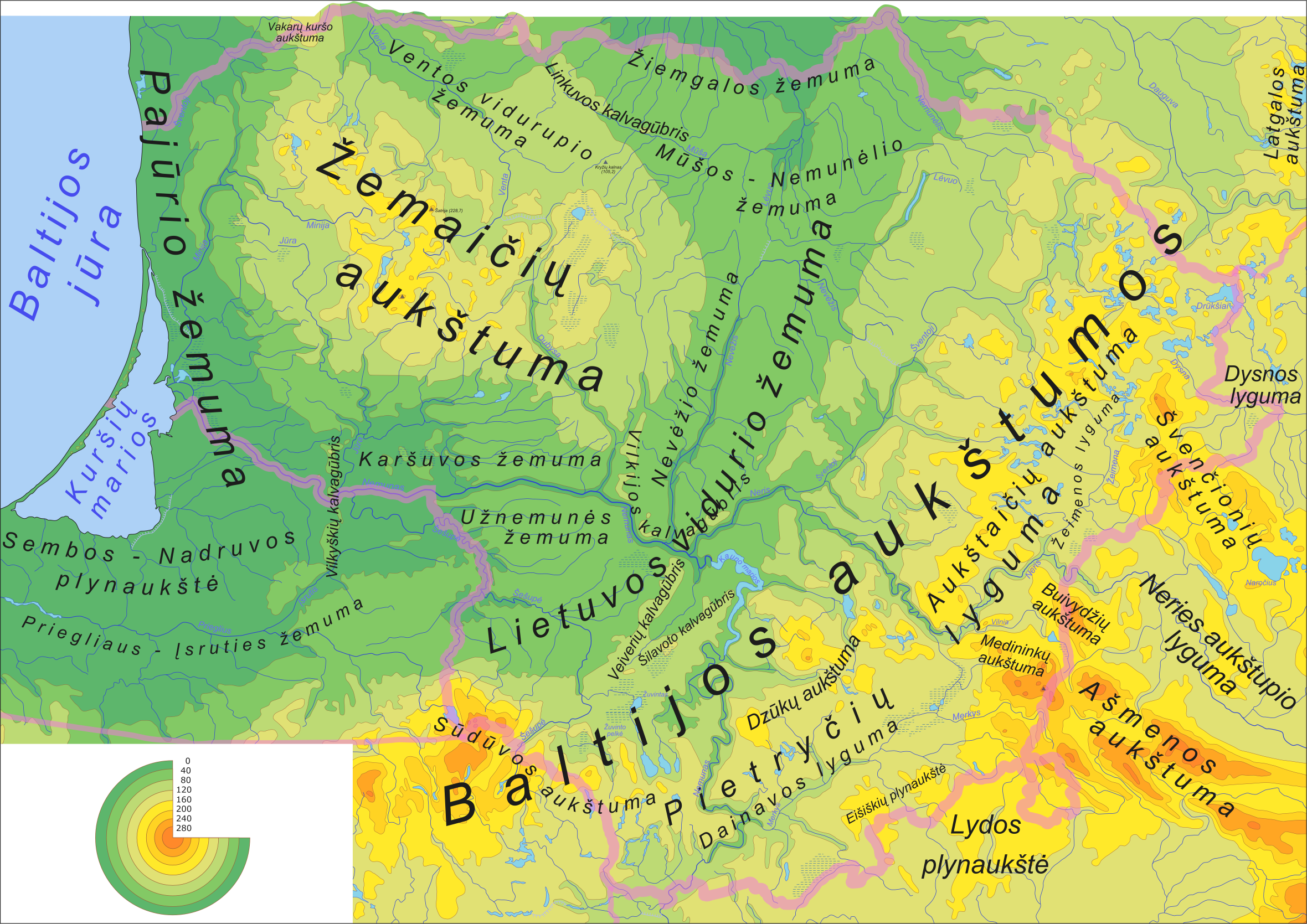
Fyzická mapa Litvy

Z geografického pohledu se Litva nachází ve střední Evropě (i když podle OSN se řadí do států severní Evropy), při jihovýchodním pobřeží Baltského moře. Podle nejpravděpodobnější zeměpisné metody leží střed Evropy 26 km severně od Vilniusu u vesnice Purnuškės. Stanovili to vědci z Francouzského geografického institutu v roce 1989. I přesto některé jiné evropské státy tvrdí, že střed Evropy se nachází právě na jejich území (např. Polsko, Česko, Německo). Hraničí s Lotyšskem (délka hranic 588 km) na severu, s Běloruskem (677 km) na jihovýchodě, s Polskem (104 km) a ruskou Kaliningradskou oblastí (273 km) na jihozápadě.
Litva leží v mírném podnebném pásmu na přechodu oceánského a kontinentálního klimatu.
Celé území státu leží na pevnině, Litvě nepatří v Baltském moři žádný ostrov. Nejvýchodnější bod Litvy se nachází u vesnice Vosiūnai asi 40 km od Ignaliny (26° 50‘ v.d.), nejzápadnější bod u města Nida na Kurské kose (20° 57‘ v.d.), nejsevernější bod u vesnice Aspariškiai (56° 27‘ s.š.) a nejjižnější bod u vesnice Musteika (53° 54‘ s.š.). Střed Litvy se nachází 6,5 km severozápadně od města Kėdainiai (55° 20‘ s.š., 23° 54‘ v.d. u vsi Roščiai). Vzdálenost mezi středem Litvy a středem České republiky je kolem 850 km. Vzdálenost mezi nejzápadnějším a nejvýchodnějším bodem je 373 km a mezi nejjižnějším a nejsevernějším bodem 276 km.
Celková rozloha Litvy je 65 200 km², je tedy větší než např. Nizozemsko, Belgie, Dánsko, Švýcarsko, Estonsko, ale je menší než např. Rakousko, Česko, Irsko, téměř stejnou rozlohu má Lotyšsko. Východ slunce je na východě o 23 minut a 20 sekund dříve než na západě. Litva leží ve východoevropském časovém pásmu GMT +2 (stejně jako např. Helsinky, Riga, Athény nebo Jeruzalém). Také jako většina evropských zemí rozlišuje zimní a letní čas, ačkoliv byla několikrát na vládní úrovni zvažována možnost zrušení letního času.

### Povrch

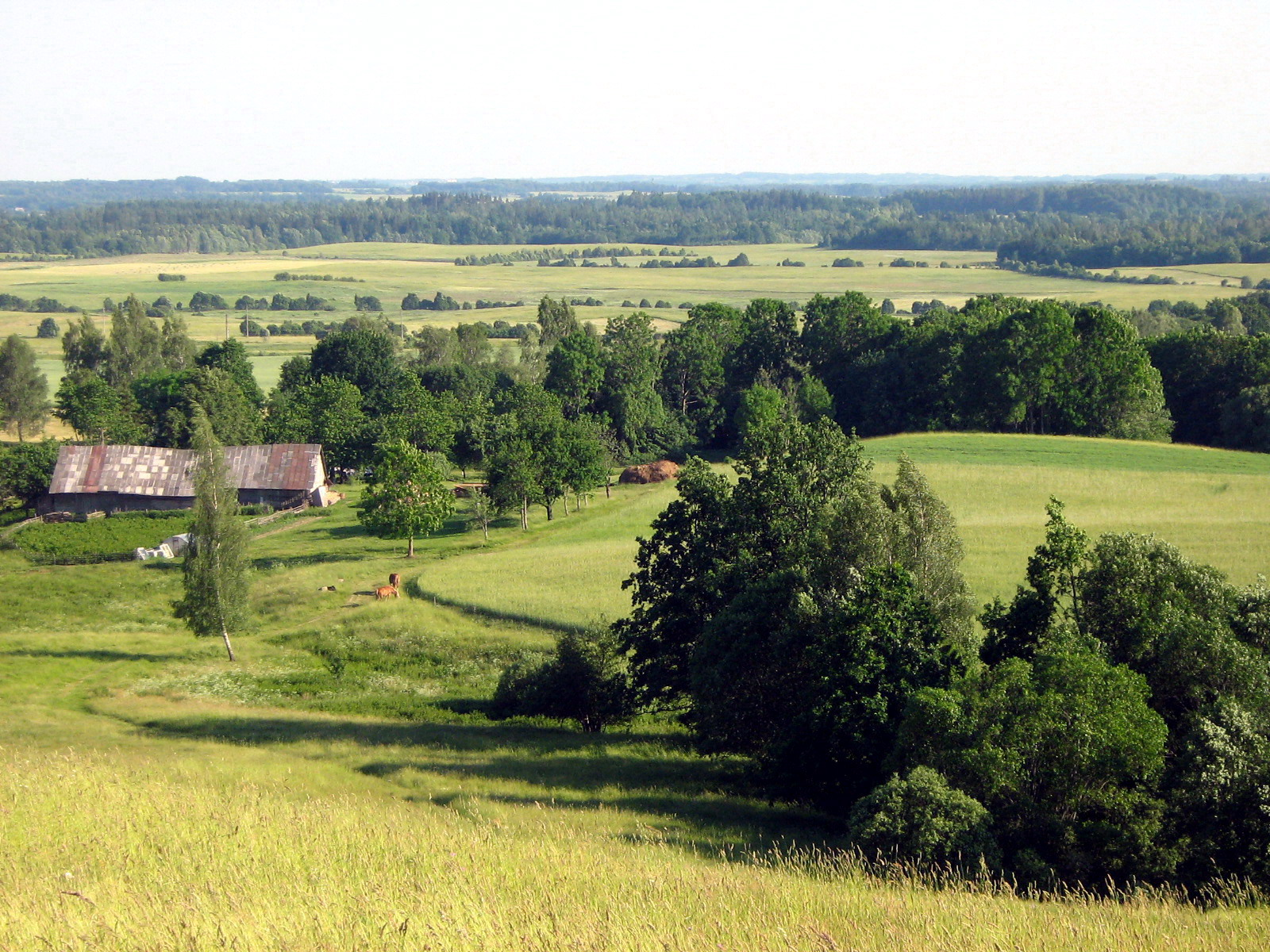
Žemaitijská vysočina

Povrch státu je vesměs rovinatý a nížinný, průměrná nadmořská výška činí 99 m. Východ státu vyplňuje pahorkatina Baltských vrchů (litevsky Baltijos aukštumos), které vznikly v pleistocénu jako ledovcové nánosy. Stejně tak vznikla i pahorkatina Žemaitijská vysočina (litevsky Žemaičių aukštuma) na západě země. Střed země vyplňuje Litevská nížina, která nepřesahuje nadmořskou výšku 100 m. Morénové valy na severu země se vytvořily při ústupu ledovce.
Nejvyšším místem je vrch Aukštojas s výškou 293,84 m, který se nachází na jihovýchodě Litvy v pahorkatině Baltských vrchů 29 km jihovýchodně od Vilniusu. Do 18. listopadu 2005 se za nejvyšší bod Litvy označoval kopec Juozapinė, novější měření však ukázala, že je přibližně o 24 cm nižší než nedaleký Aukštojas. Velmi podobnou výšku má také nedaleký kopec Kruopynė, který měří 293,4 m. Litva má ze všech pobaltských států nejníže položený nejvyšší bod: nejvyšší bod Lotyšska a Estonska přesahuje 310 m.
Kdysi byla Litva velmi zalesněná, dnes lesy tvoří pouze 30 % celkové rozlohy. V lese nejčastěji roste borovice, smrk a bříza, velmi zřídka i jasan a dub. Lesy jsou bohaté na houby, bobule a mnoho dalších rostlin. Pole a louky zaujímají 57 %, vnitrozemské vody 4 %, mokřady a bažiny 3 % a 6 % území ostatní.

### Vodstvo

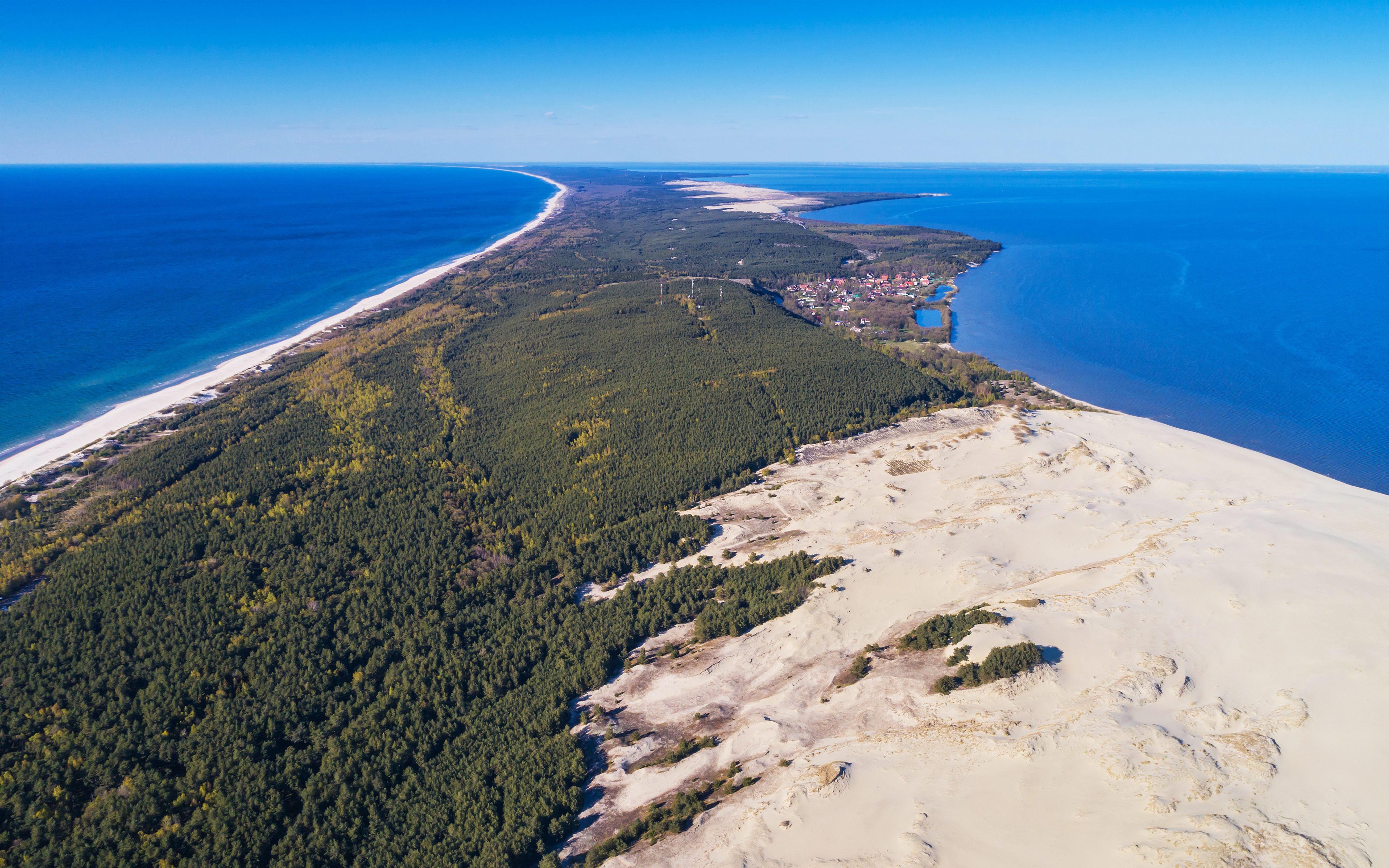
Kurská kosa

Po poslední velké době ledové se v nížinách opět vyvinula hustá říční síť a množství drobných jezer, bažin, močálů a rašelinišť.
Litva má 90 km písečného mořského pobřeží, značnou část z toho představuje Kurský záliv, oddělený od moře úzkým písečným poloostrovem, označovaným jako Kurská kosa. Poloostrov je rozdělen mezi Litvu a ruskou Kaliningradskou oblast (k pevnině je připojen na ruské straně) a od roku 2000 zapsán na seznamu světového přírodního dědictví UNESCO. Kurský záliv v zimě dva až tři měsíce zamrzá, v létě v něm teplota vody dosahuje až 25 °C.

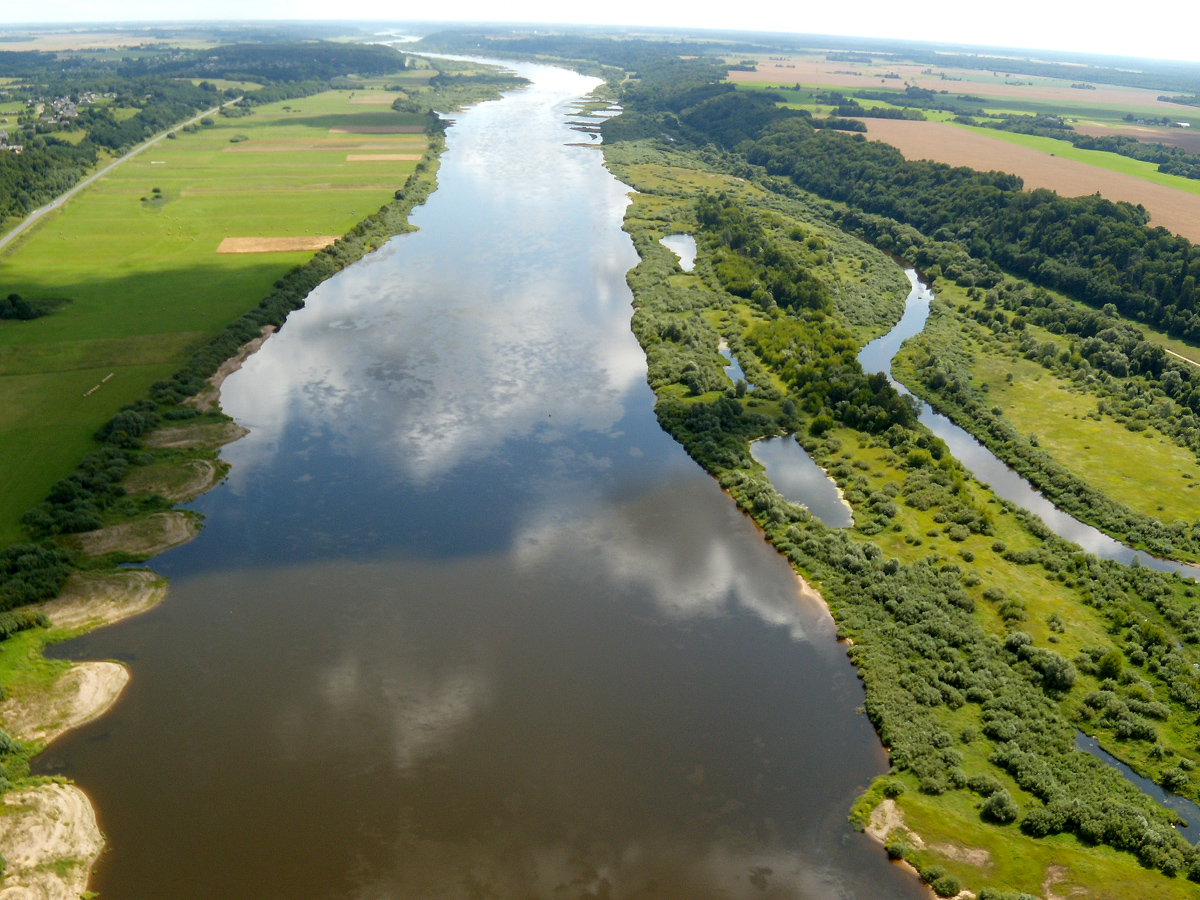
Němen

Nejvýznamnější litevskou řekou je Němen (litevsky Nemunas), který sem přitéká z Běloruska a ústí do Kurského zálivu. Na 116 km představuje hranici Litvy s Ruskou federací a s Běloruskem. Povodí Němenu zaujímá až 70 % území Litvy. V lidové tradici se označuje jako „otec litevských řek“. Za „matku litevských řek“ se pokládá druhá největší řeka Litvy – Neris, nejvýznamnější přítok Němenu na území Litvy. Neris pramenící v Bělorusku protéká Vilniusem a vlévá se do Němenu v Kaunasu.

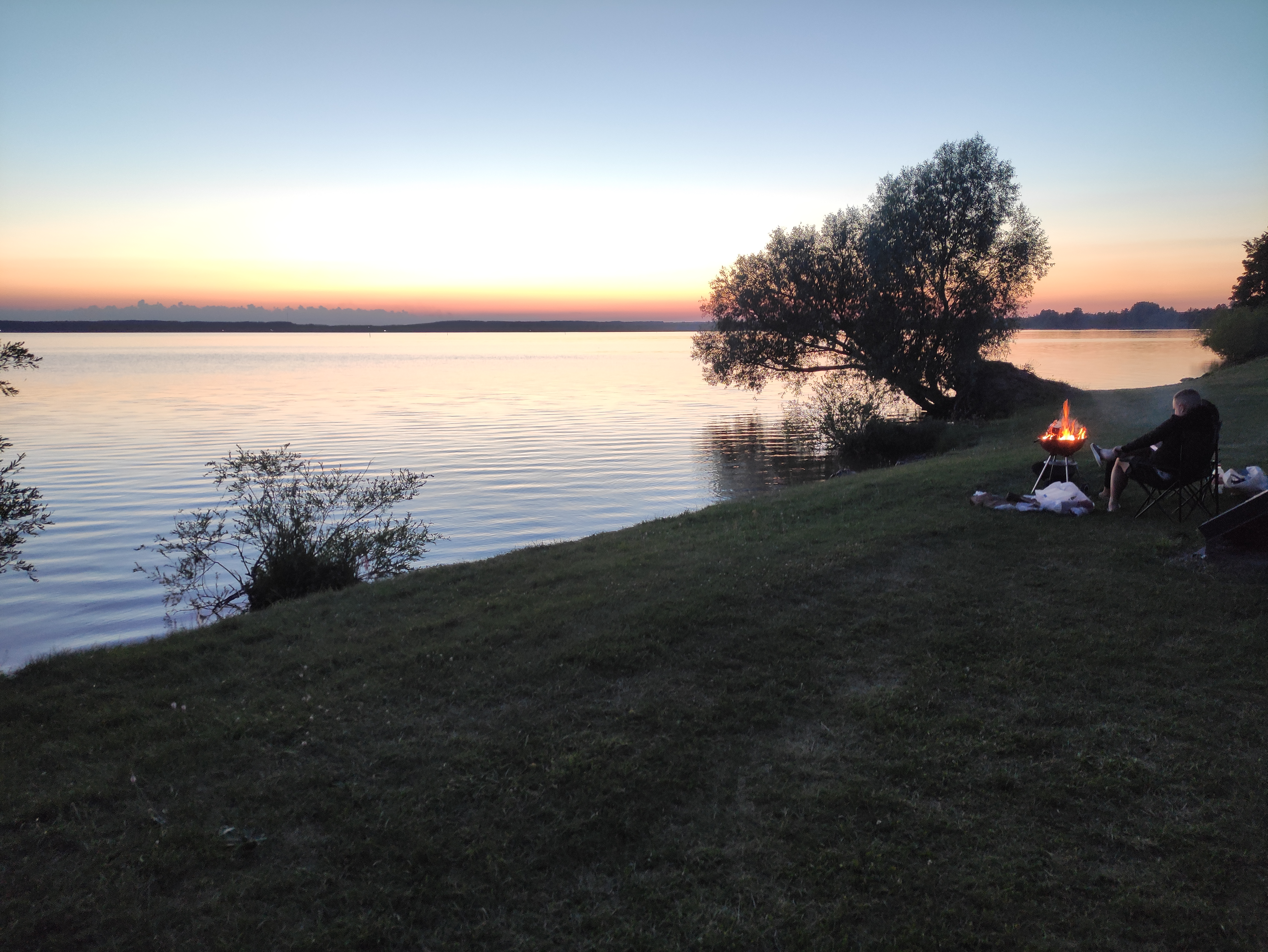
Jezero Vištytis

V Litvě se nachází více než 3000 jezer, která jsou – podobně jako jinde v Pobaltí – ledovcového původu. Pozornost si zaslouží zejména jezero Vištytis u stejnojmenného městečka, ležícího na jeho břehu (litevsky Vištyčio ežeras, rusky Виштынецкое озеро). Pro velkou rozmanitost flory a fauny bývá někdy označováno evropský Bajkal. Malebná zvlněná a zalesněná krajina v okolí byla vyhlášena za přírodní rezervaci. Jako skutečný vodní labyrint se tradičně představuje jezerní oblast v okolí města Ignalina, kde je i největší jezero Litvy – Drūkšiai (část dnes patří Bělorusku). Na jeho břehu funguje od osmdesátých let jaderná elektrárna. Přestože nemá původně plánovanou kapacitu (po černobylské havárii roku 1986 zastavili výstavbu dalších bloků), někteří ochránci tvrdí, že jezero je pro potřeby elektrárny malé a voda, která se do něj vrací z chladicí soustavy, způsobuje jeho oteplování, což má negativní důsledky na ekosystém.
Litva má také několik malých ostrovů, které se nacházejí v deltě Němenu – mimo jiné například Rusnės sala, Briedžių sala, Kiemo sala, Vito sala, Kubilių sala, Trušių sala, Vilkinės sala; v deltě Minije – například Zingelinė sala; v Rusnė – Ragininkų sala; v Kurském zálivu – Kiaulės nugara.
| Nejdelší řeky (v km): - Němen 937 (475 na litevském území) - Neris 510 (234) - Venta 346 (161) - Šešupė 298 (209) - Mūša-Lielupe 284 (146) - Šventoji 246 (246) - Nevėžis 209 (209) - Merkys 203 (190) - Minija 202 (202) - Nemunėlis 191 (151) - Jūra 177 (177) - Lėvuo 148 (148) |  | Největší jezera (v ha): - Drūkšiai 4480,2 - Dysnai 2406,4 - Dusia 2334,0 - Vištytis 1783,0 - Sartai 1350,1 - Luodis 1306,5 - Metelys 1289,5 - Avilys 1258,0 - Plateliai 1199,6 - Rėkyva 1179,2 - Alaušas 1073,4 - Lūkstas 1000,9 |  |  |

|  |  |  |

### Podnebí
Podnebí je chladnějšího typu mírného podnebného pásma na přechodu oceánského a kontinentálního podnebí.
Průměrné lednové teploty na pobřeží Baltského moře jsou okolo -2 °C, červencové okolo 16 °C. Ve vnitrozemském Vilniusu jsou větší rozdíly teplot v průběhu roku. V lednu je teplota okolo -6 °C a v červenci 18 °C. V létě teploty velmi často překračují hranici 20 °C i při pobřeží a noční teploty většinou klesnou pod 14 °C. Někdy teploty ve vnitrozemí dosáhnou i hodnot vysoko nad 30 °C. Zimy mohou být, obzvláště ve vnitrozemí, velmi mrazivé. Noční teplota ve Vilniusu pravidelně každou zimu klesne pod -15 °C. Extrémy však mohou dosahovat od na -34 °C při pobřeží až na -43 °C ve vnitrozemí.
Průměrný roční úhrn srážek činí od 600 mm ve východní části Litvy až po 900 mm při pobřeží. Náhlé silné bouřky a přeháňky (hlavně při pobřeží) v letních měsících způsobují to, že až 50 % všech srážek spadne právě v létě. Nejméně srážek spadne v zimě. Každý rok na celém území sněží, nejčastěji od října do dubna. Se smíšenými srážkami se dá setkat i v září nebo květnu.
V některých letech Litva zažila kvůli suchu lesní požáry.
Absolutně nejnižší teplota v Litvě -42,9 °C byla naměřena 1. února 1956 ve městě Utena, a absolutně nejvyšší teplota 37,5 °C byla naměřena 30. července 1994 ve městě Zarasai. Nejnižší a nejvyšší zaznamenané teploty v Litvě v jednotlivých měsících:
| Litva – podnebí       | Litva – podnebí | Litva – podnebí | Litva – podnebí | Litva – podnebí | Litva – podnebí | Litva – podnebí | Litva – podnebí | Litva – podnebí | Litva – podnebí | Litva – podnebí | Litva – podnebí | Litva – podnebí | Litva – podnebí |
| Období                | leden           | únor            | březen          | duben           | květen          | červen          | červenec        | srpen           | září            | říjen           | listopad        | prosinec        | rok             |
| --------------------- | --------------- | --------------- | --------------- | --------------- | --------------- | --------------- | --------------- | --------------- | --------------- | --------------- | --------------- | --------------- | --------------- |
| Nejvyšší teplota [°C] | 12,6            | 16,5            | 21,8            | 28,8            | 34              | 35              | 37,5            | 36              | 32              | 26              | 18              | 15,6            | 37,5            |
| Nejnižší teplota [°C] | −40,5           | −42,9           | −37,5           | −23             | −6,8            | −2,8            | 0,9             | −2,9            | −6,3            | −19,5           | −23             | −34             | −42,9           |
| Zdroj:                |                 |                 |                 |                 |                 |                 |                 |                 |                 |                 |                 |                 |                 |

## Politika

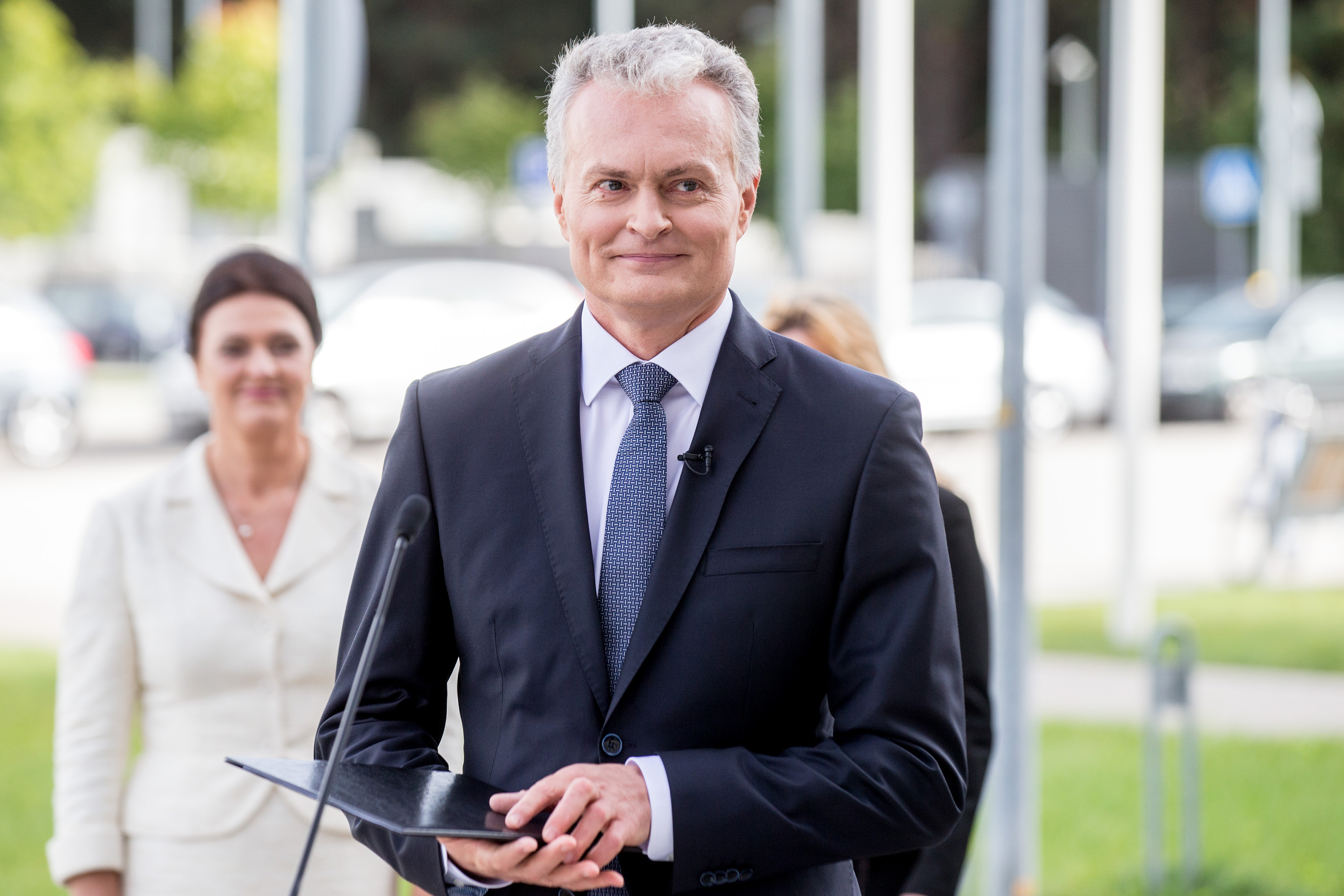
Prezident Gitanas Nausėda

Litva je parlamentní republikou s prvky poloprezidencialismu. Prezident je volen přímou volbou. Jednokomorový parlament (Seimas) má 141 poslanců, kteří jsou voleni na čtyřleté období. Pro vstup do parlamentu musí strana získat minimálně 5 % hlasů, koalice 7 % hlasů.
Prezident je volen na pětileté období. Prezidentem se v červenci 2019 stal Gitanas Nausėda. Prvním postsovětským prezidentem byl Algirdas Brazauskas (1993–1998), pak tento úřad zastávali Valdas Adamkus (1998–2003 a 2004–2009), Rolandas Paksas (2003–2004), který byl po politické aféře odvolán, a Dalia Grybauskaitė (2009–2019). 
Od roku 2024 je premiérem Gintautas Paluckas.
Dvěma nejvlivnějšími stranami litevského politického spektra jsou pravicový Vlastenecký svaz – Litevští křesťanští demokraté a levicová Litevská sociálnědemokratická strana.
Volby v roce 2024 po sérii skandálů Gabrieliuse Landsbergise (zejména nákupy luxusní nemovitosti v Řecku) vedly k prohře křesťanských demokratů, ke stažení zamýšlené nominace Landsbergise na funkci litevského prezidenta i neúspěchu téhož při kandidatuře na pozici komisaře EU (zahraničí). Volby vyhráli sociální demokraté a vládní trojkoalici – navzdory předvolebním slibům, že právě s nimi nebudou nikdy spolupracovat – utvořili i s ultrapravicovou stranou Nemuno Aušra Remigijuse Žemaitaitise označovaného (např. dík projevu, v němž zaznělo: "Izrael se musí omluvit za litevský holocaust, který provedli jeho krajané.") za otevřeného antisemitu.

### Soudní systém
Litva má čtyřstupňovou soustavu obecných soudů – jedná se o soudy okresní (Apylinkės teismas), krajské (Apygardos teismas), odvolací (Apeliacinis teismas) a Nejvyšší soud (Lietuvos Aukščiausiasis Teismas). Vedle obecných soudů existuje dvoustupňová soustava správních soudů, sestávající z krajských správních soudů (Apygardų administraciniai teismai) a Nejvyššího správního soudu (Vyriausiasis administracinis teismas).

### Administrativní dělení

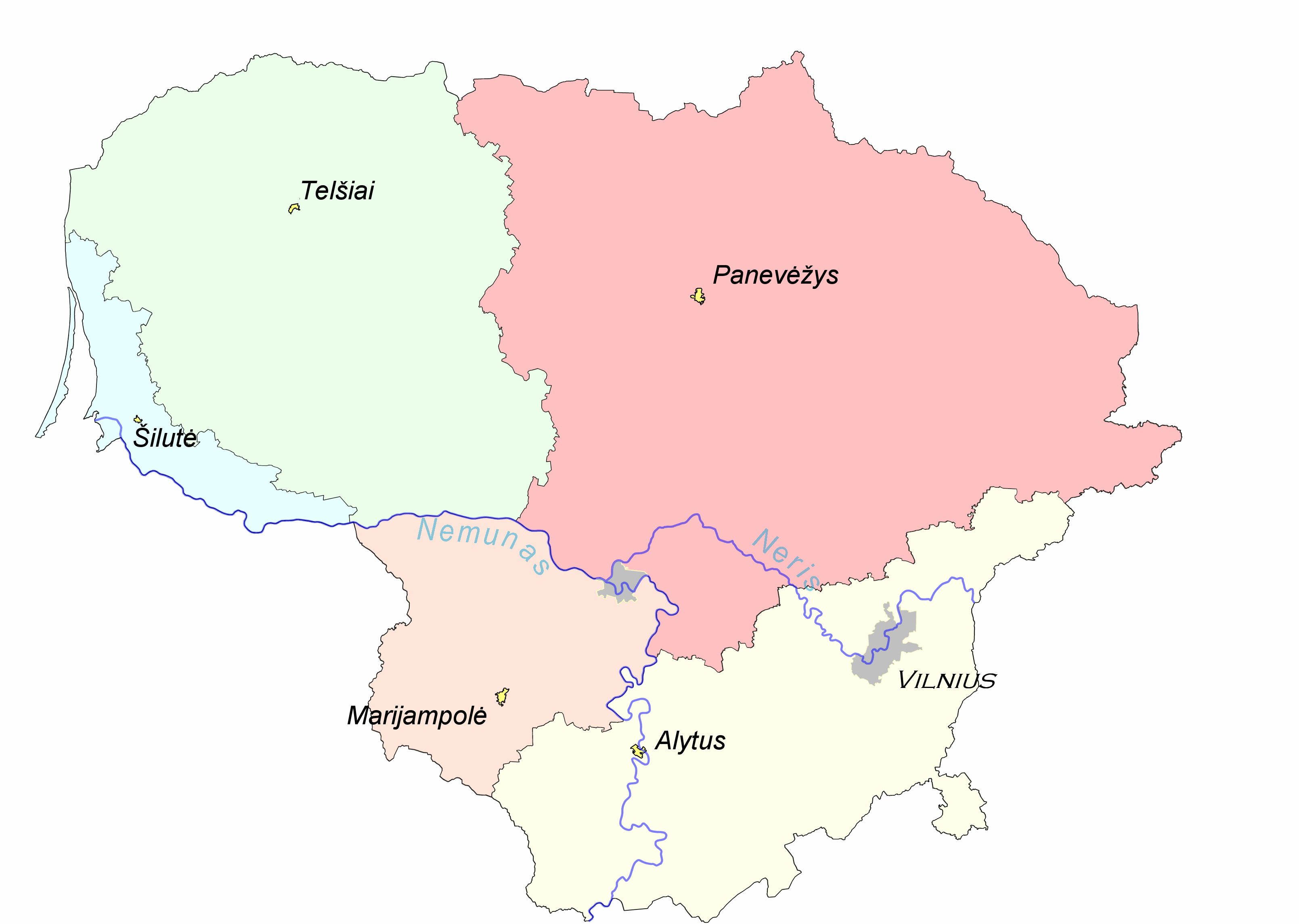
Tradiční dělení Litvy

Litva se už od raného středověku dělila na dvě základní historické země: východní Aukštaitsko (Aukštaitija, „Horní země“) a západní Žmuď/Žemaitsko (Žemaitija, „Dolní země“) s úzkým přístupem k moři u Palangy. V rámci Litevského velkoknížectví měla zejména Žmuď zvláštní správní postavení.
Na jihozápadě s ní sousedila Malá Litva (Mažoji Lietuva), jež byla vlastně nejsevernějším výběžkem řádového státu německých rytířů a později Pruska; přes svá výrazná jazyková a kulturní specifika ale Malá/Pruská Litva nikdy netvořila zvláštní správní jednotku. Část z ní – pruh území mezi řekou Němenem, Kurským zálivem a hranicí Žmudi, spolu s důležitým přístavem Klajpedou – byla po 1. sv. válce anektována Litevskou republikou a zůstala v jejím rámci až dodnes.
Dále má Litva ještě národopisné regiony: na jihovýchodě je to Dzūkija (či Dainava) s hlavním městem Vilniusem a s regionální metropolí Alytusem, na západ od ní, na hranicích s Kaliningradskou enklávou Ruska, pak leží Suvalkija (nebo Súduva), situovaná zároveň na jih od Němenu.
Ani tradiční hranice mezi částí Malé Litvy a Žmudí či mezi Žmudí a Aukštaitskem nejsou v moderním správním uspořádání Litvy respektovány, tím méně pak nezřetelné hranice národopisné. Nicméně, za éry prezidenta Rolanda Pakse se začalo s přesným vymezováním hranic těchto zemí a regionů, protože se objevila myšlenka na rozdělení Litvy na 4 či 5 zemí místo uměle narýsovaných krajů. Pro tyto budoucí země (žemės) byly dokonce navrženy (resp. v případě Žmudi a Malé Litvy znovuobnoveny) zemské znaky a vlajky. Zatím ale k plné realizaci záměru nedošlo a v platnosti tak zůstává dělení z roku 1994 na 10 krajů (apskritis, mn. č. apskritys), které jsou dále děleny na celkem 60 okresů. Kraje jsou pojmenovány po hlavním městě.
| Kraj               | Rozloha (km²) | Počet obyvatel (2008) | Adm. centrum |  |
| ------------------ | ------------- | --------------------- | ------------ |  |
| Alytuský kraj      | 5425          | 177 040               | Alytus       |  |
| Kaunaský kraj      | 8060          | 673 706               | Kaunas       |  |
| Klaipėdský kraj    | 5209          | 378 843               | Klaipėda     |  |
| Marijampolský kraj | 4463          | 181 219               | Marijampolė  |  |
| Panevėžyský kraj   | 7881          | 284 235               | Panevėžys    |  |
| Šiauliaiský kraj   | 8540          | 349 876               | Šiauliai     |  |
| Tauragėský kraj    | 4411          | 127 378               | Tauragė      |  |
| Telšiaiský kraj    | 4350          | 173 383               | Telšiai      |  |
| Utenský kraj       | 7201          | 172 580               | Utena        |  |
| Vilniuský kraj     | 9760          | 848 097               | Vilnius      |  |

#### Okresy
Správní dělení Litvy, klikací mapka s okresy, kterých je 60 (2016), obcí je přibližně 640.

## Ekonomika
Litva je průmyslový a zemědělský stát. V zemědělství převažuje živočišná produkce nad rostlinnou. Chov prasat, skotu, koní a drůbeže. Produkce masa, mléka a rybích výrobků. Pěstuje se ječmen, pšenice, žito, len, brambory, cukrová řepa a zelenina. Hlavní průmyslová odvětví zde jsou strojírenství, elektrotechnika, radioelektronika, papírenský, chemický, potravinářský, textilní, dřevozpracující průmysl a průmysl stavebních hmot. Díky slabé surovinové základně ložiska rašeliny je produkce elektrické energie téměř výhradně závislá na jaderné energetice. Průmysl je soustředěn zejména do větších měst jako jsou Vilnius, Kaunas, Klaipėda a Šiauliai.
Světoznámá je produkce jantaru. Ignalinská jaderná elektrárna, která se nachází 60 km severovýchodně od města Utena, produkovala až 80 % elektrické energie státu; Litva tím zaujímala přední místo v Evropě; od 1. 1. 2010 je v souladu s přístupovou dohodou k EU odstavena. Připravuje se její nahrazení moderní elektrárnou v tomtéž areálu.

### Doprava

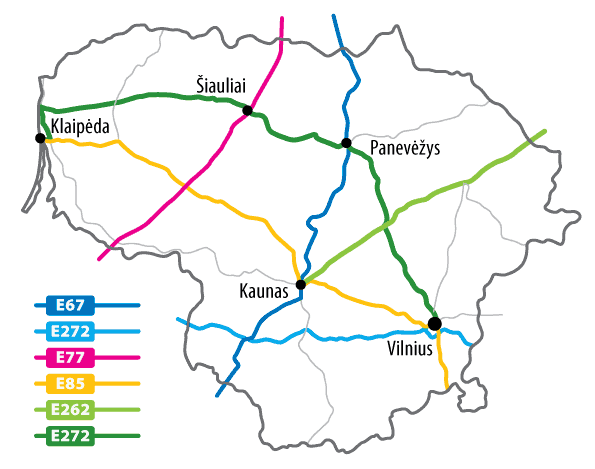
Mapka Evropských silnic (E) na území Litvy

Země má dobře vyvinutou železniční i silniční infrastrukturu. Dálnice A1 spojuje hlavní město Vilnius přes Kaunas s přístavem Klaipėda, A2 potom Vilnius a Panevėžys. Důležitou komunikací je Evropská silnice E67 z Prahy do Helsinek.
První železnice byla na území dnešní Litvy postavena v letech 1851–1862, kdy bylo vybudováno 1 333 km dlouhá trať mezi Petrohradem a Varšavou. První vlak přijel do Vilniusu 16. září 1860. V roce 1920 byla trať mezi Vilniusem a Varšavou přebudována na standardní rozchod. V současnosti je v zemi 1 749 km širokorozchodné železnice a z toho 122 km je elektrifikováno. Normální rozchod má 22 km trati. Státní firmou, provozující železniční dopravu, jsou Lietuvos geležinkeliai (Litevské železnice). V roce 2024 je plánováno dokončení trati se standardním rozchodem z Helsinek do Varšavy a dále do Berlína.
Přístav Klajpeda je nejsevernější nezamrzající přístav ve východní části Baltského moře. V roce 2010 přístavem prošlo 31 milionů tun nákladu a 321 000 cestujících. V zemi jsou čtyři mezinárodní letiště (Vilnius, Kaunas, Palanga a Šiauliai). Největší letiště 6 km jižně od Vilniusu v roce 2012 odbavilo 2,2 milionu cestujících.

#### Letectví
Největší letiště země je letiště Vilnius, v roce 2016 přepravilo 3,8 milionů cestujících. Největší leteckou společností byly Small Planet Airlines, ale ty musely z finančních důvodů v roce 2018 ukončit provoz.

## Obyvatelstvo

### Pohyb obyvatelstva

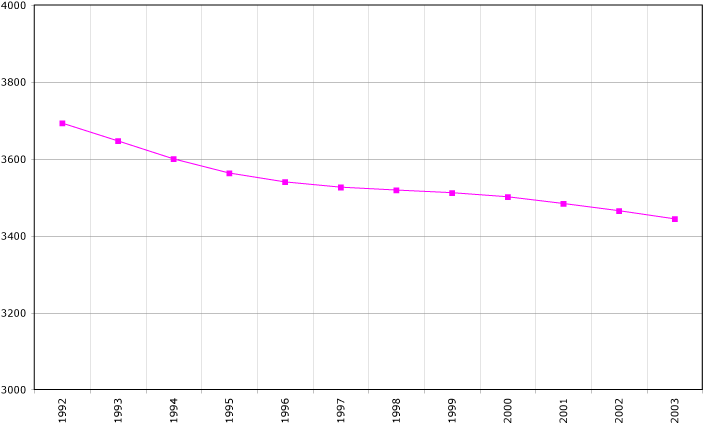
Pokles počtu obyvatel mezi rokem 1992 až 2003.

Litevská populace nebezpečně klesá. Potvrzuje to i sčítání lidu v předchozích letech, např. v roce 1989 se počet obyvatel odhadoval na 3 674 800. Litevský statistický úřad (Statistikos Departamentas) odhaduje, že počet obyvatel byl v prvním čtvrtletí roku 2007 kolem 3 384 800. V únoru roku 2012 je počet obyvatelstva odhadován na 3 195 702 (ve srovnání s rokem 1989 pokles o 13 %). Velký pokles počtu obyvatelstva je zaznamenán především v důsledku výrazného snížení počtu narozených dětí od roku 1991. V roce 1990 se narodilo 56 868 živě narozených dětí a 39 760 lidí zemřelo, kdežto v roce 2001 bylo pouze 31 546 živě narozených dětí a 40 399 lidí zemřelo. V roce 2010 se pak narodilo 35 626 živě narozených dětí a 42 120 lidí zemřelo. A v poslední době – po vstupu Litvy do Evropské unie v roce 2004 – se také Litva potýká s vysokou emigrací. V roce 2008 byl přirozený přírůstek obyvatelstva -0,284 %.

### Národnostní složení

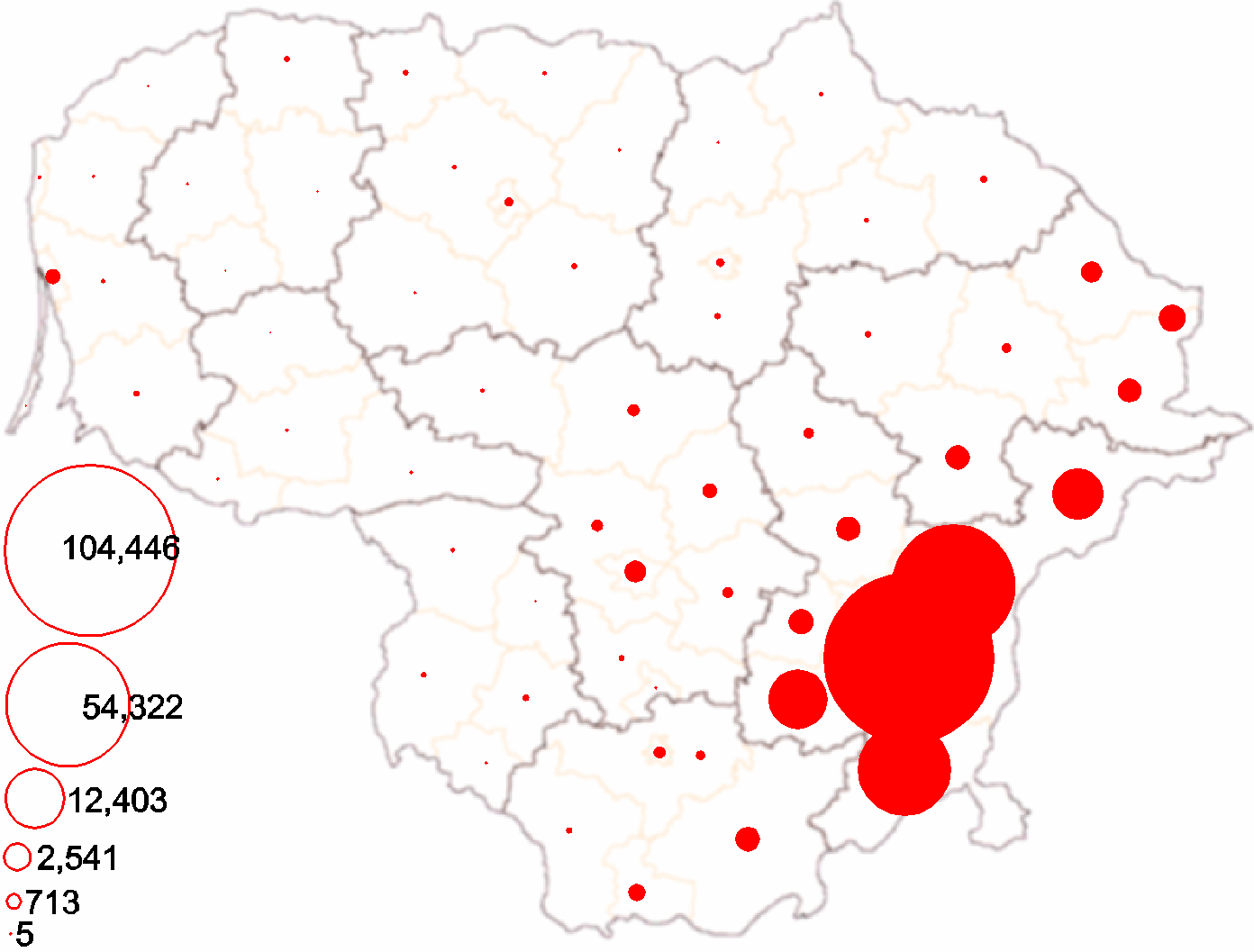
Počet Poláků v Litvě v roce 2001.

Z celkového počtu obyvatel 3 483 972 v roce 2001 tvořili Litevci 83,45 % obyvatelstva, významná je polská (6,74 %) a ruská (6,31 %) menšina. Poláci jsou největší menšinou, žijí v jihovýchodní oblasti Litvy (v oblasti Vilniusu). Rusové jsou druhou největší menšinou, žijí většinou ve třech městech – ve Vilniusu tvoří 14 %, v Klaipėdě 28 % a ve městě Visaginas až 52 % obyvatelstva. Další už méně významná běloruská menšina (1,23 %) žije hlavně v pohraničních oblastech. Romů je zde 2571 (0,09 %), žijí hlavně ve městech Vilnius, Kaunas a Panevėžys. Dalšími menšinami jsou: Ukrajinci (0,65 %), Židé (0,12 %), Němci (0,09 %), Tataři (0,09 %), Lotyši (0,08 %) a Arméni (0,04 %). 0,18 % obyvatelstva jsou jiné národnosti a u 0,9 % obyvatelstva se jejich národnost nedala identifikovat.
Litevština, která je úředním jazykem, patří spolu s lotyštinou do skupiny baltských jazyků. Ruská menšina požaduje, aby úředním jazykem byla i ruština. Podle sčítání lidu v roce 2001, je litevština asi pro 84 % obyvatelstva Litvy mateřským jazykem, asi pro 8,2 % obyvatelstva ruština a asi pro 5,8 % obyvatelstva polština. Více než 60 % umí plynule mluvit rusky, zatímco anglicky pouze 16 %. Podle projektu Eurobarometr v průzkumech z roku 2005 80 % Litevců umí mluvit rusky a 32 % mluví anglicky. Ve většině litevských škol se jako první cizí jazyk učí angličtina, studenti se také mohou učit německy, nebo na některých školách i francouzsky.

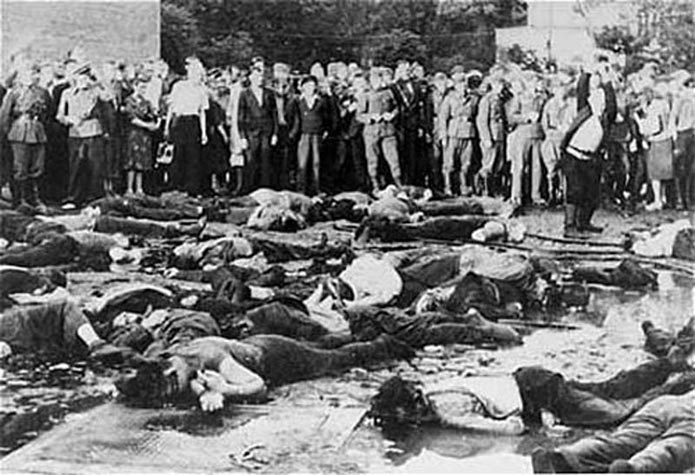
Židé povraždění při kaunaském pogromu v prvních dnech německé okupace

Vztahy s ruskou menšinou jsou částečně komplikované. Menšina požaduje texty nejen v litevštině, která se v Litvě stala jediným úředním jazykem, ale i v ruštině. Rusové žili v Litvě od připojení země k carskému Rusku, ale nejsilnější vlna osidlování začala po sovětské okupaci ve 2. polovině 20. století.
Komplikované jsou také vztahy s polskou menšinou, protože litevské úřady administrativně omezují polské školství a používaní polštiny. Poláci nemohou používat svá polská příjmení. Na území Litvy mohou být názvy a nápisy pouze v litevštině. Tato opatření jsou namířena proti všem menšinám. Existují také problémy s restitucemi majetku Poláků. V roce 2011 odmítl polský prezident Lech Wałęsa převzít nejvyšší litevské vyznamenání a uvedl, že vyznamenání je ochoten převzít teprve poté, co se zlepší postavení polské menšiny v Litvě.
Demografický obraz Litvy výrazně poznamenaly turbulence 20. století. Během sovětské okupace v letech 1940 a 1941 bylo asi 5000 lidí popravených a 45 000 deportovaných na Sibiř. Během německé okupace v letech 1941 a 1945 zahynulo okolo 370 000 lidí. Po opětovném připojení Litvy k SSSR roku 1945 emigrovalo asi 80 000 lidí a okolo 205 000 lidí deportovali na Sibiř. Nejkrutější osud postihl Židy. Před druhou světovou válkou se cca 7,5 % obyvatelstva hlásilo k židovské národnosti (zejména městské obyvatelstvo, řemeslníci a obchodníci). Vilniusu, kde Židé tvořili až 30 % populace, bylo někdy přezdíváno severní Jeruzalém. Takřka všichni litevští Židé zahynuli za nacistické okupace během holokaustu nebo emigrovali po válce do USA a Izraele, takže dnes jich je tu jen okolo 4000. Významným faktorem, který ovlivnil národnostní strukturu obyvatelstva, bylo po připojení Litvy k SSSR masivní přistěhovalectví Rusů (přesto však menší než v Lotyšsku a Estonsku).

### Úmrtnost
Průměrný věk je 76 let (ženy 80,4 let, muži 71,2 let). Roku 2001 žilo v Litvě 3 483 972 obyvatel, z toho 1 629 148 (46,76 %) byli muži a 1 854 824 (53,24 %) ženy. Roku 2007 byla očekávaná smrt při narození u mužů 65 let a u žen 77 let. Je to největší rozdíl mezi pohlavími a nejnižší průměrná délka života mužů v Evropské unii. Roku 2008 byla kojenecká úmrtnost 5,9 na 1000 narozených. Životní úroveň obyvatelstva se za celý rok v roce 2007 zvýšila o 0,3 %. Méně než 2 % obyvatelstva žije pod hranicí chudoby a 99,6 % obyvatelstva nad 15 let je gramotných. V posledních letech Litva zaznamenala dramatický nárůst sebevražd, 38,6 lidí ze 100 000, a nyní zaujímá první místo v počtu sebevražd na obyvatele na světě (viz článek Sebevraždy v Litvě). Také počet vražd je nejvyšší v Evropské unii.

### Náboženství

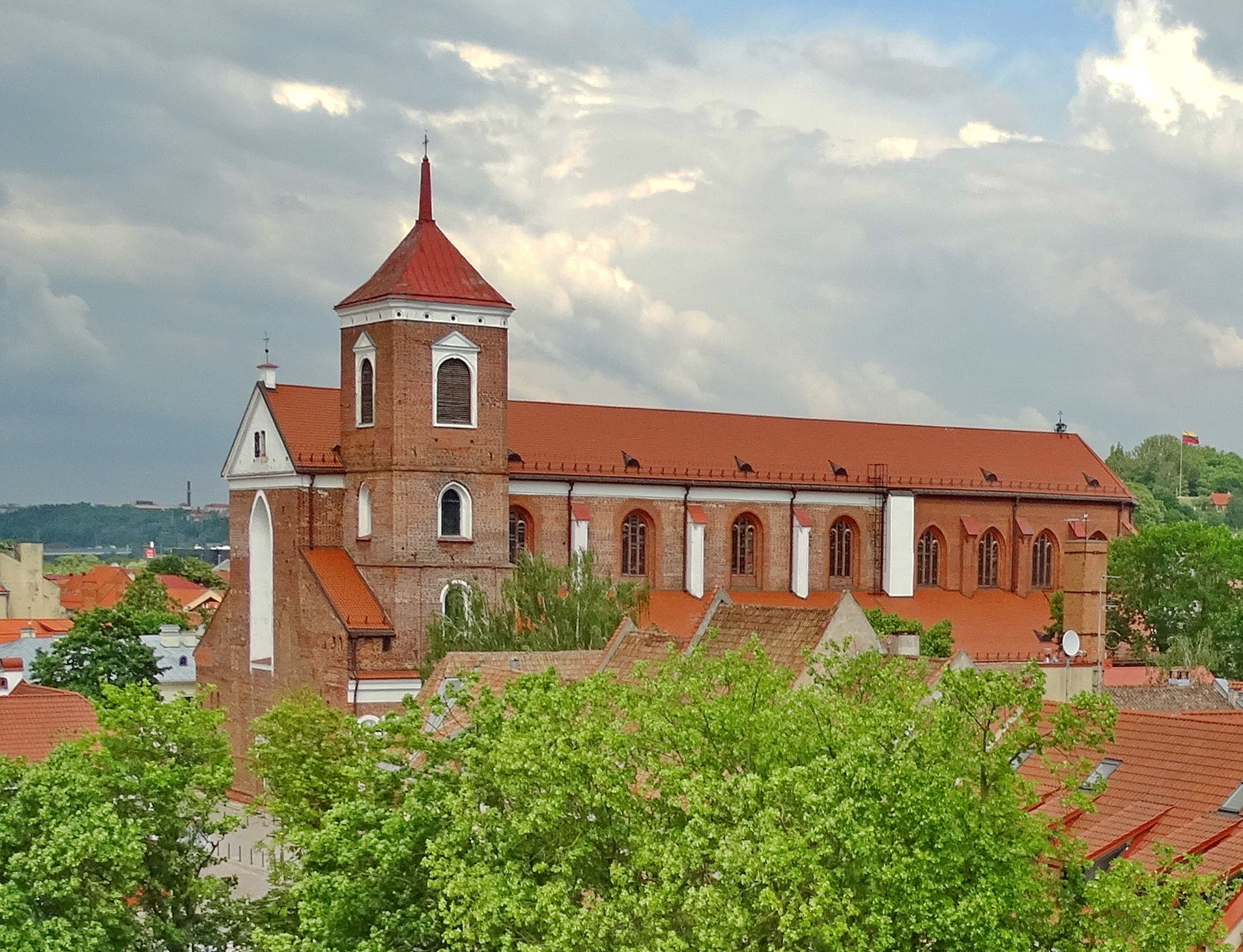
Katedrála svatých apoštolů Petra a Pavla v Kaunasu

Z evropských zemí byla Litva christianizována až jako poslední – roku 1387. Většina obyvatel (74 %) se dnes hlásí ke katolické církvi, která má ve společnosti velký vliv, k čemuž výrazně přispělo i to, že v průběhu padesáti let komunistické a ruské nadvlády představovala katolická víra významný sebeidentifikační prvek litevského národa. Litva je jediným státem na území bývalého Sovětského svazu, kde má katolická církev dominantní postavení.
K východnímu křesťanství – pravoslavné církvi se hlásí zejména ruské obyvatelstvo (4,07 %). Protestantismus (1,9 %) má z hlediska počtu věřících jen okrajový význam a početně nevýznamné komunity představují i židé a muslimové. Relativně malou skupinu tvoří ateisté (14,86 %).

### Města

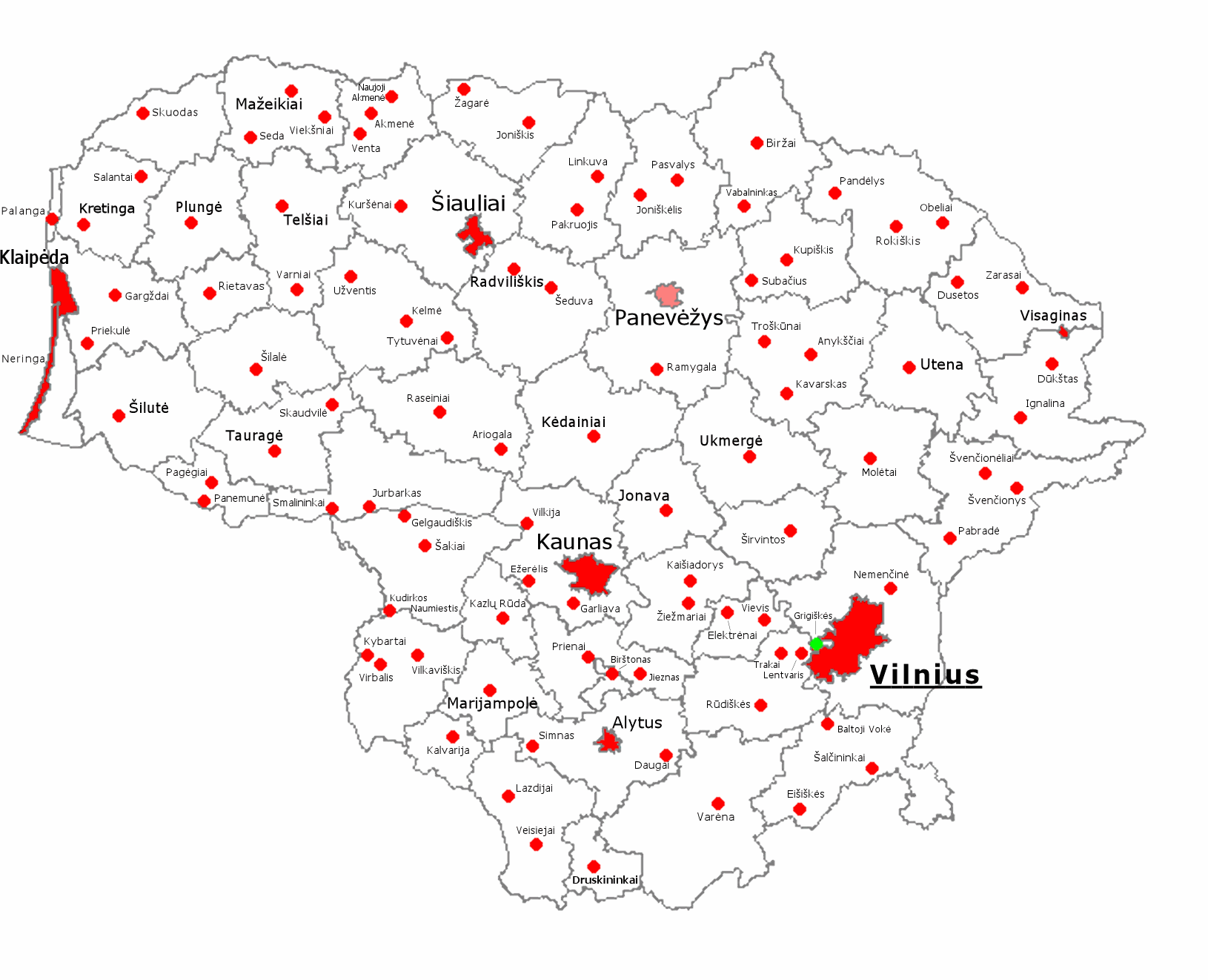
Zobrazení všech litevských měst.

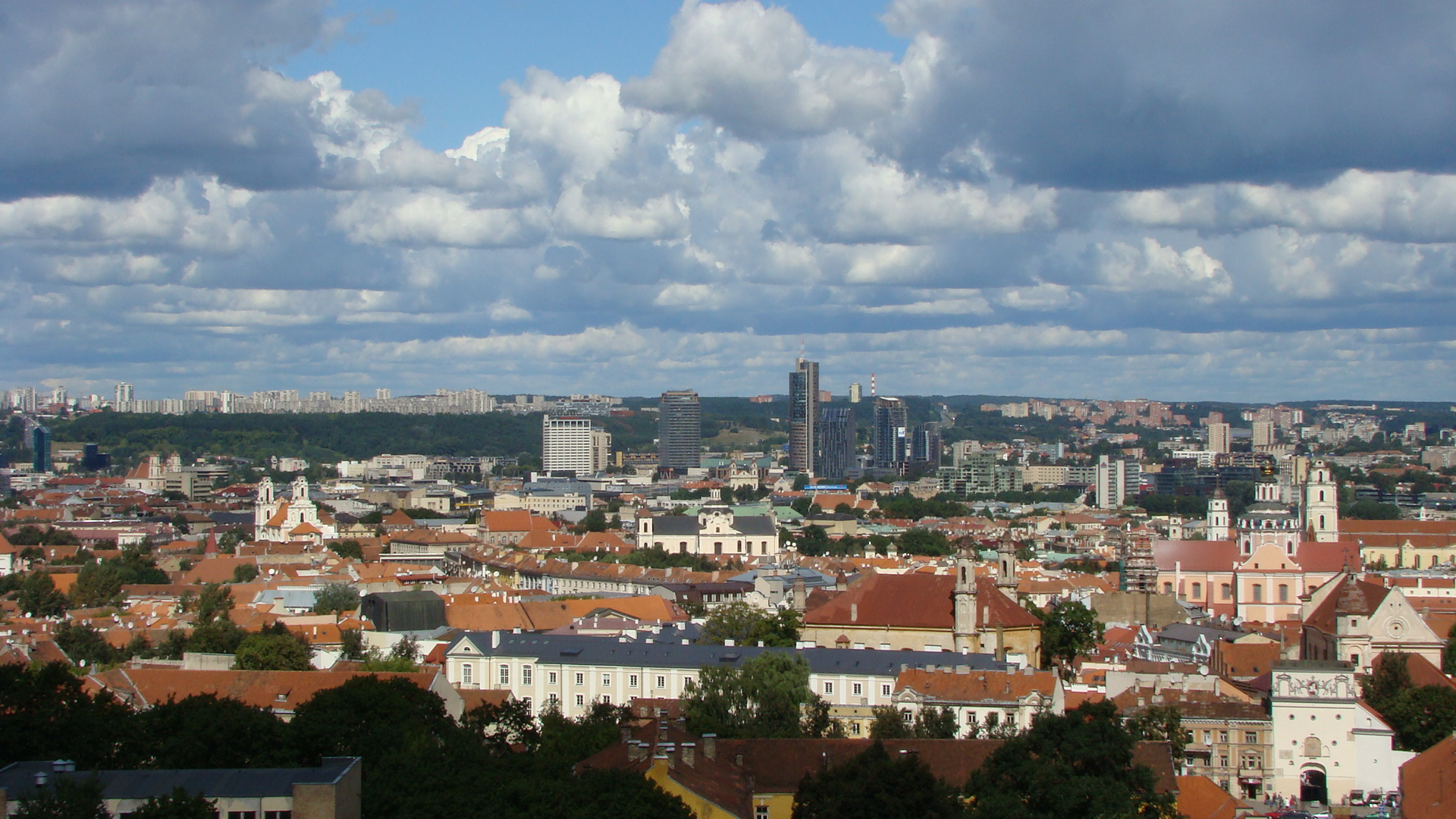
Panorama Vilniusu.

V roce 2001 žilo ve všech 103 litevských městech dvě třetiny obyvatelstva (66,7 %). Kromě hlavního města Vilniusu jsou dalšími významnými litevskými městy přístav Klaipėda, na soutoku řek Němen a Neris ležící Kaunas a v severní části země Šiauliai a Panevėžys.
Seznam 10 největších litevských měst:
|    | Znak | Město       | Počet obyvatel (2008) | Rozloha (km²) |
| -- | ---- | ----------- | --------------------- | ------------- |
| 1  |      | Vilnius     | 544 091               | 401           |
| 2  |      | Kaunas      | 355 550               | 157           |
| 3  |      | Klaipėda    | 184 684               | 98            |
| 4  |      | Šiauliai    | 127 043               | 81            |
| 5  |      | Panevėžys   | 113 668               | 52            |
| 6  |      | Alytus      | 68 315                | 40            |
| 7  |      | Marijampolė | 47 014                | 21            |
| 8  |      | Mažeikiai   | 40 572                | 14            |
| 9  |      | Jonava      | 34 436                | 40            |
| 10 |      | Utena       | 32 569                | 15            |

## Kultura

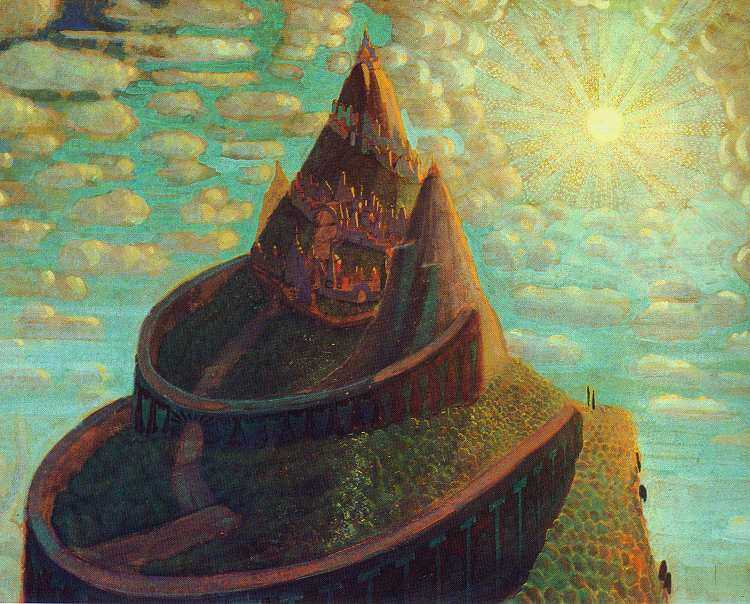
Jeden z obrazů M. K. Čiurlionise

Zřejmě nejznámějším litevským umělcem za hranicemi je Mikalojus Konstantinas Čiurlionis, všestranný tvůrce, jenž maloval, komponoval hudbu i psal. George Maciunas založil v USA v 60. letech vlivnou uměleckou komunitu Fluxus. Nejznámějším litevským sochařem byl kubista Jacques Lipchitz. Sochařem byl i Mark Antokolsky. K nejvýznamnějším kulturním institucím patří Litevské umělecké muzeum založené roku 1933. Spravuje největší litevskou sbírku umění obsahující přes 40 tisíc uměleckých děl. Muzeum řídí řadu vedlejších muzeí po celé zemi.

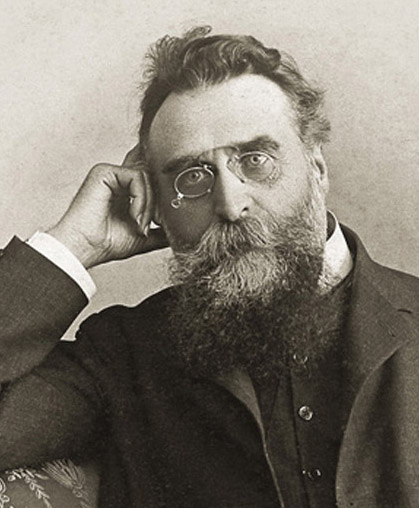
Jonas Basanavičius

Nejznámějším litevským hudebním skladatelem byl Leopold Godowsky. Ve Vilniusu se narodil i skladatel César Antonovič Kjui nebo houslisté Jascha Heifetz a Clara Rockmoreová. Litevské občanství měla i primabalerína Maja Plisecká.
Významným experimentálním filmařem byl Jonas Mekas, k úspěšným současným režisérům patří Šarūnas Bartas. Hlavní rolí v Tarkovského snímku Solaris z roku 1972 se proslavil herec Donatas Banionis. Ke známým litevským herečkám patřila Ingeborga Dapkūnaitė.
Za autora první litevské básně je považován Kristijonas Donelaitis. Slova i hudbu litevské národní hymny napsal básník Vincas Kudirka. Výraznou obrozeneckou postavou je spisovatel Simonas Daukantas, spisovatel a obrozenec Jonas Basanavičius bývá nazýván „otec národa“. V sovětské éře litevskou poezii reprezentoval například Justinas Marcinkevičius, komunisticky orientovaná byla i Salomeja Nerisová. Naopak katolicky orientovanou poezii psal v meziválečném období Maironis, disidentskou literaturu za komunistického režimu reprezentoval například Tomas Venclova. Na konci 80. let se začala prosazovat spisovatelka Jurga Ivanauskaitė. V současnosti je známou zpívající básnířkou Alina Orlova. V Litvě se narodil i nositel Nobelovy ceny za literaturu Czesław Miłosz, francouzsky píšící spisovatel Romain Gary nebo autor sci-fi Algis Budrys, který se prosadil ve Spojených státech.

### Památky

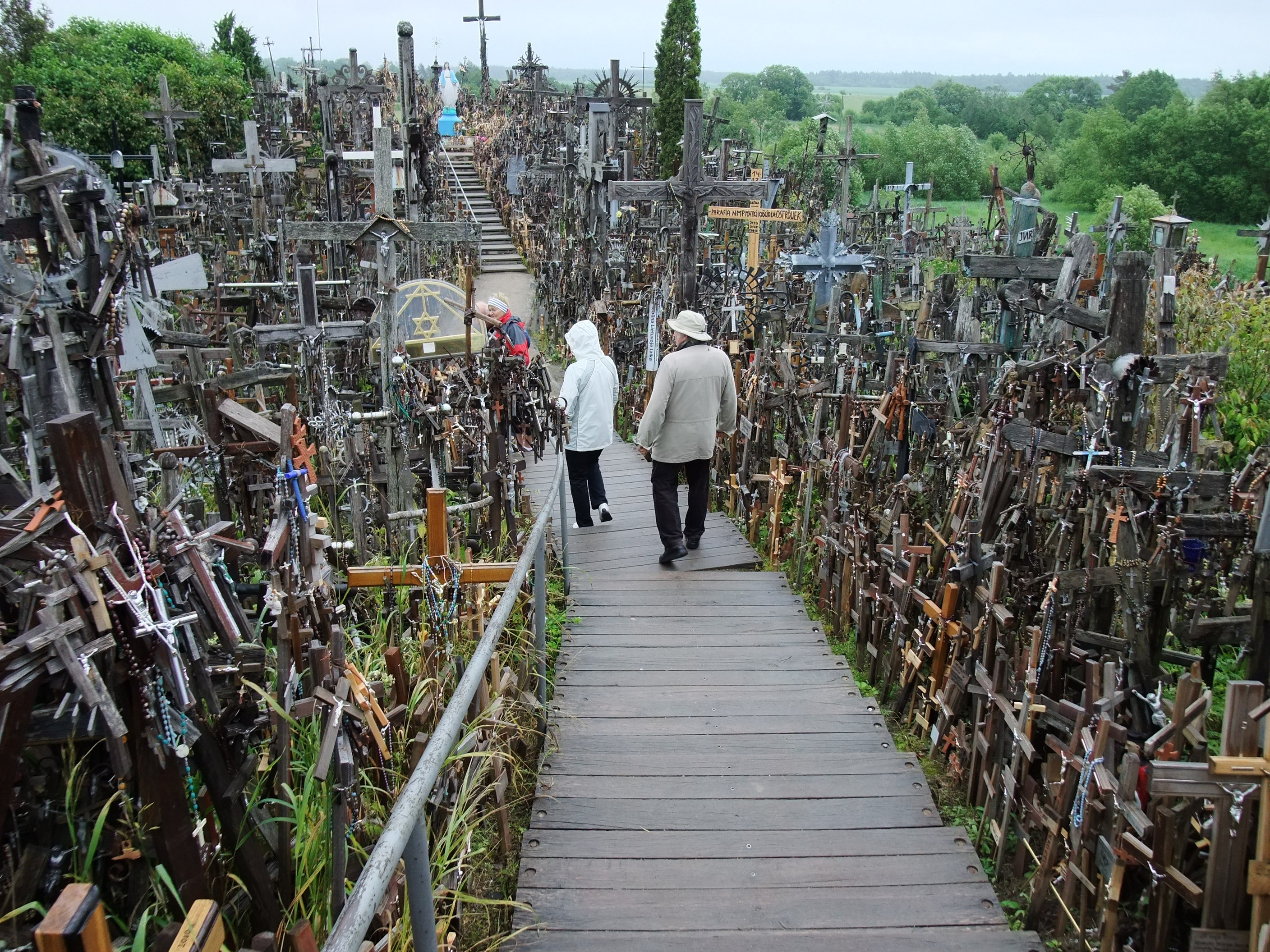
Hora křížů

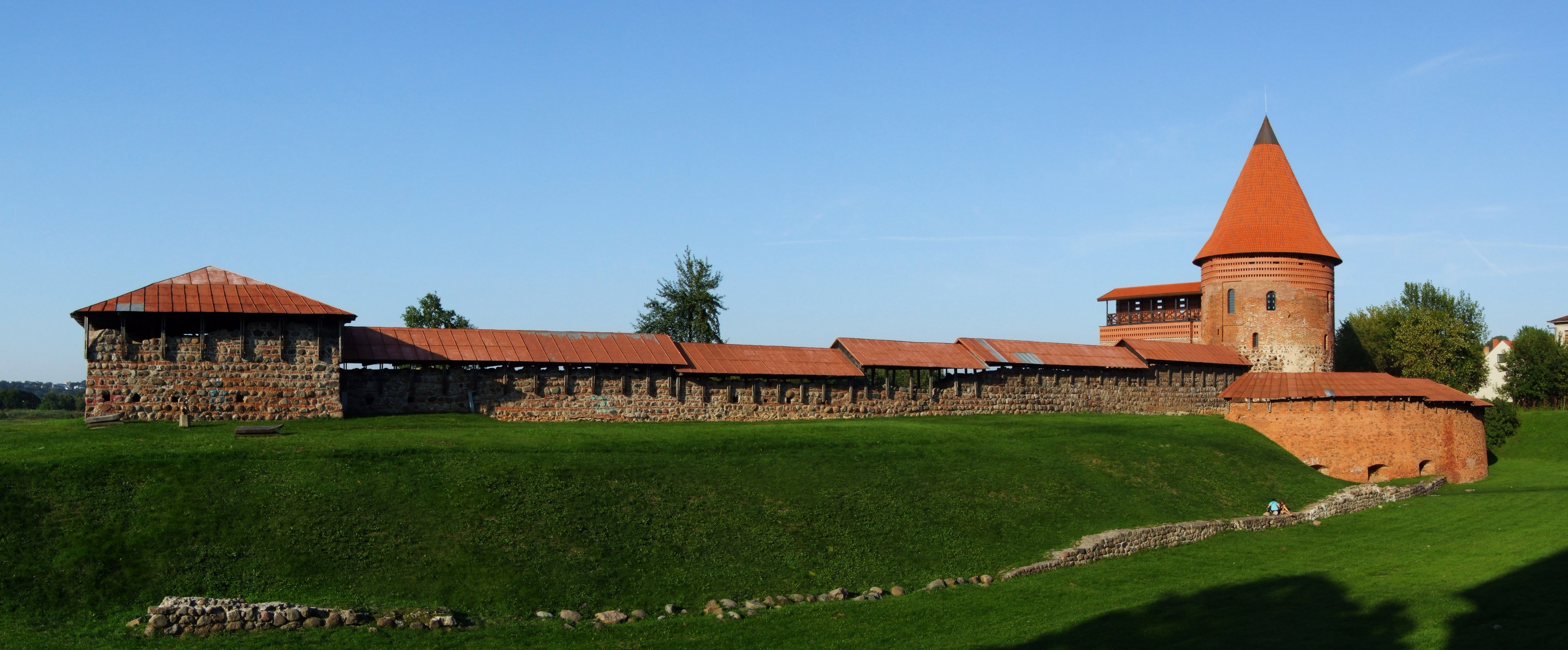
Kaunaský hrad

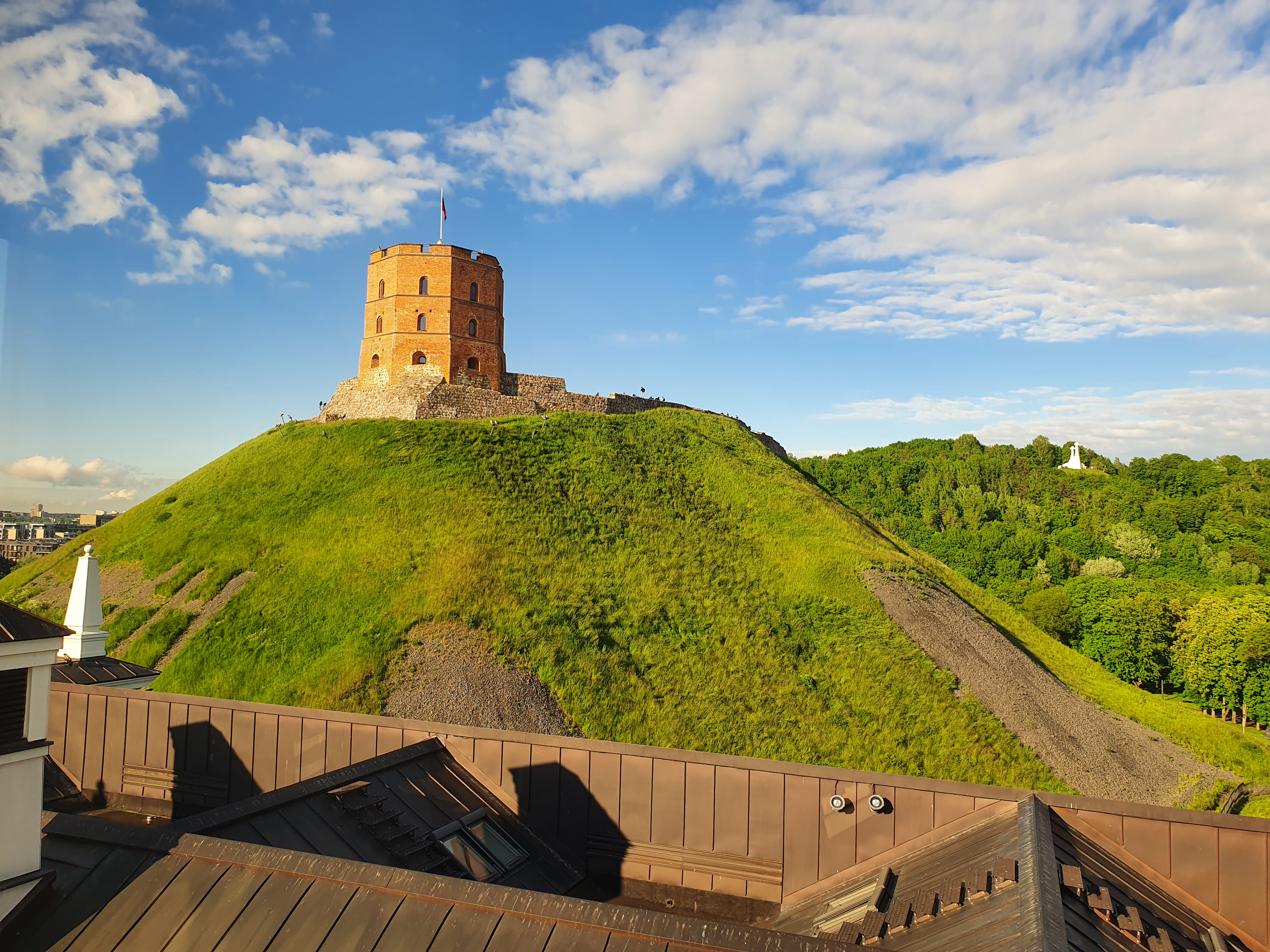
Gediminasův hrad

K nejvýznamnějším litevským památkám patří Hora křížů. Jde o umělý pahorek, který se nachází 11 kilometrů od města Šiauliai. Jsou na něm vztyčeny tisíce křížů. Tradice jejich stavění začala okolo roku 1831, první měli uctít oběti listopadového povstání. Hora je jak křesťanským poutním místem, tak symbolem odporu Litevců vůči okupačnímu sovětskému režimu. V době, kdy byla Litva součástí Sovětského svazu, se totiž vládnoucí režim pokusil místo jako nežádoucí náboženský a národní symbol několikrát zlikvidovat. Kříže byly ničeny buldozery, poprvé v roce 1961. Ale místní obyvatelé je vždy opět vztyčili. V době uvolnění politických poměrů po roce 1985 Sovětský svaz snahu o zničení tohoto místa vzdal.

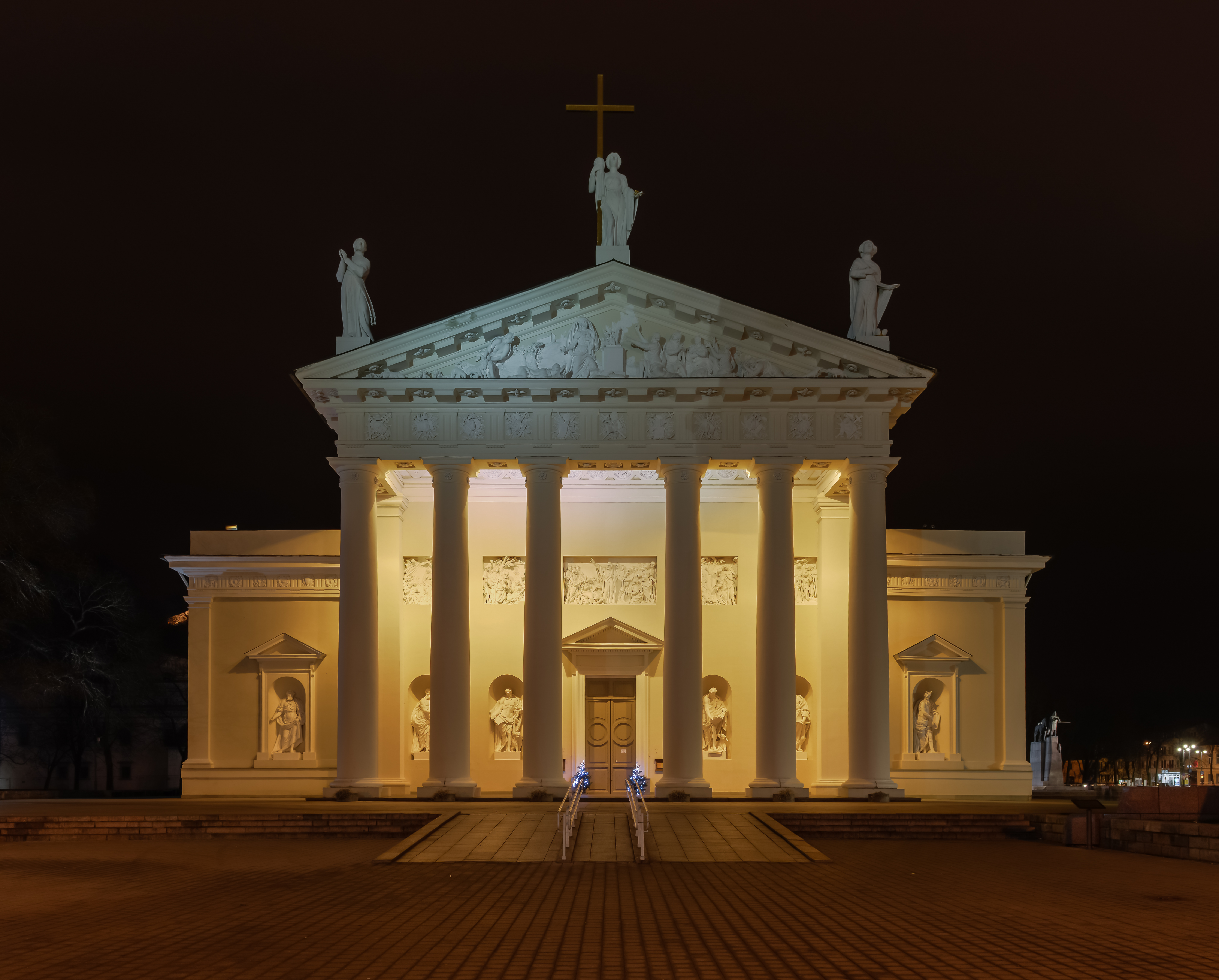
Katedrála svatého Stanislava ve Vilniusu

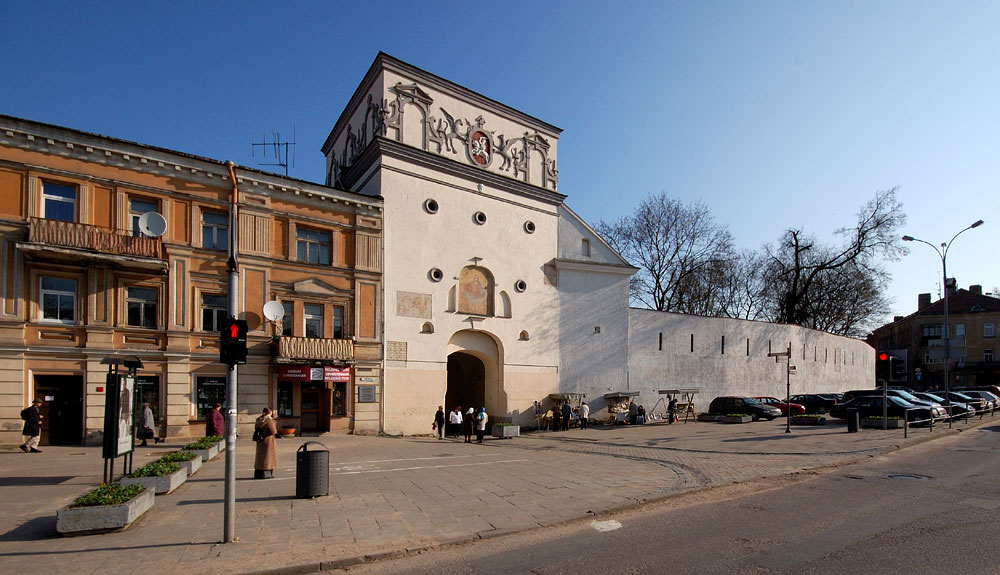
Brána úsvitu

Ze sakrálních památek patří k nejvýznamnějším Katedrála svatého Stanislava ve Vilniusu a Katedrála svatých apoštolů Petra a Pavla v Kaunasu. Památkově chráněné a architektonicky cenné jsou také chrámy v Anykščiai, Šiauliai, Varniai a Telšiai.
Ze světských historických staveb je to například Gediminasův hrad, nejstarší hrad ve Vilniusu, vodní hrad Trakai, na němž sídlili litevští panovníci, nebo Kaunaský hrad. Zachovalé jsou také hrady v Raudonė či Norviliškės. Z městských staveb je tradičním symbolem Vilniusu Brána úsvitu. Celé historické centrum Vilniusu bylo zapsáno na seznam Světového dědictví UNESCO. Významnou gotickou památkou je dům Perkūnas v Kaunasu, v němž byla v 19. století zřízena škola, kterou navštěvoval Adam Mickiewicz. 
Z technických památek lze vzpomenout větrný mlýn Pumpėnai, maják Ventės rago nebo Struveho geodetický oblouk, památka Světového dědictví.

## Věda

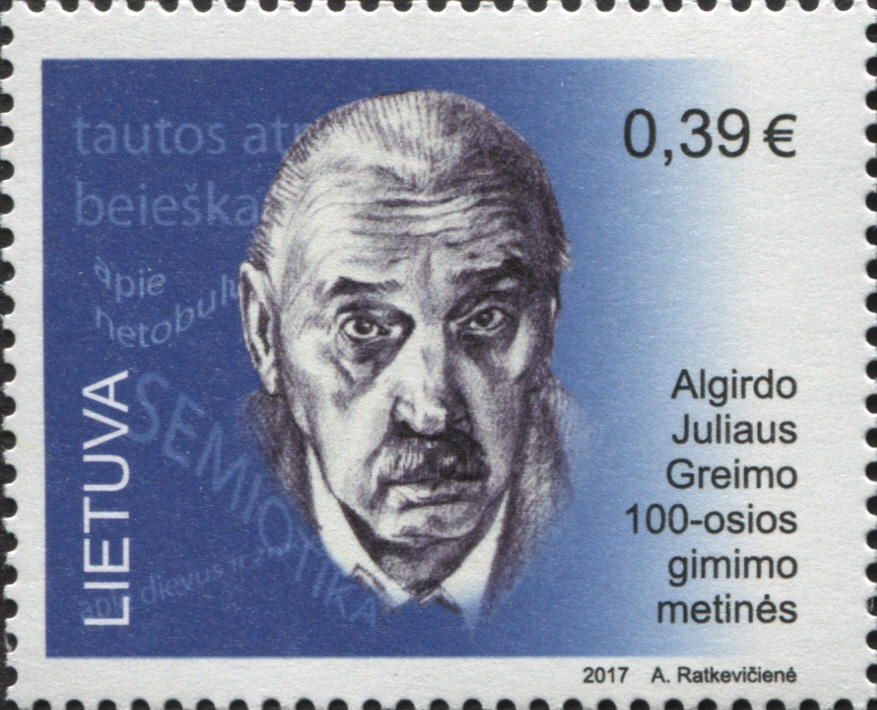
Algirdas Julien Greimas

Litevský rodák Aaron Klug získal Nobelovu cenu za chemii. Ve Vilniusu se narodil také nositel Nobelovy ceny za fyziologii Andrew Schally. V Kaunasu se narodil proslulý matematik a geometr Hermann Minkowski. Výzkumem orangutanů proslula etoložka Birutė Galdikasová.
V Kaunasu se narodila anarchistická politická filozofka Emma Goldmanová, ve Vilniusu její milenec a další významný anarchista Alexandr Berkman. V Kaunasu se též narodil existencialistický filozof Emmanuel Levinas. Ke známým filozofům patřil i Vydūnas, jenž se snažil obnovit starolitevské pohanství a vyznával teosofii. Jednou z klíčových postav sémiotiky 20. století byl Algirdas Julien Greimas. Archeoložka Marija Gimbutasová proslula svými jungiánsky inspirovanými tezemi o uctívání ženských božstev v předindoevropských komunitách v Evropě. Známé jsou také její názory na původ Indoevropanů (Kurganová hypotéza). Ve Vilniusu se narodil též judaistický učenec Ga'on z Vilna.
Významným mezníkem v dějinách litevské vědy bylo založení Vilniuské univerzity roku 1579, nejstarší univerzity v Pobaltí, kde působily významné osobnosti jako Georg Forster nebo Johann Peter Frank.

## Sport

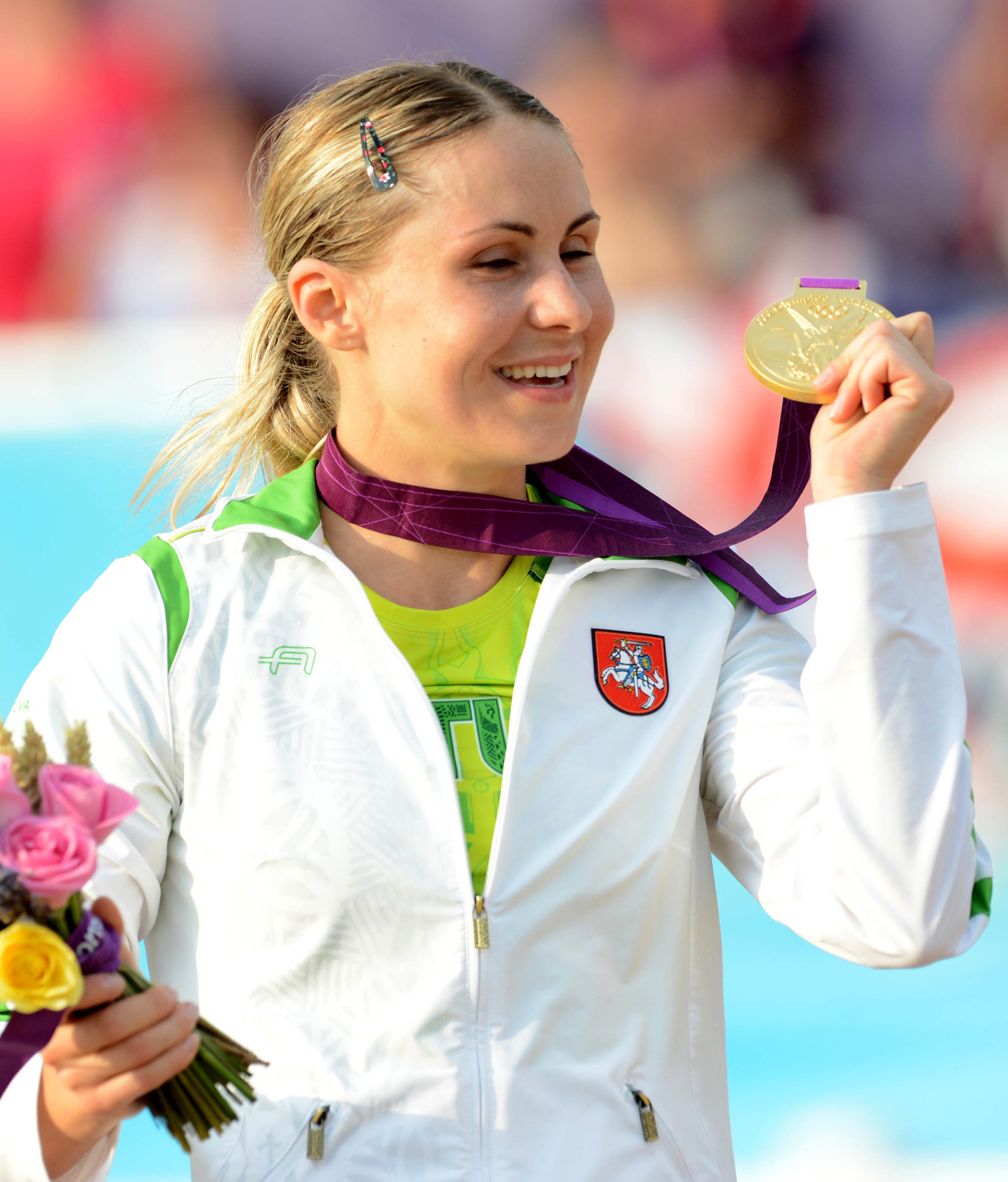
Laura Asadauskaiteová

V éře samostatnosti Litevci získali šest zlatých olympijských medailí. Na dvou olympiádách triumfoval diskař Virgilijus Alekna. Už ta vůbec první zlatá olympijská medaile pro samostatnou Litvu byla diskařská a v Barceloně ji roku 1992 získal Romas Ubartas. Zlato v závodě na 100 m prsa vybojovala v pouhých patnácti letech plavkyně Rūta Meilutytė, získaly ho i další dvě ženy, moderní pětibojařka Laura Asadauskaiteová a střelkyně Daina Gudzinevičiūtėová. 

Litevští sportovci se ovšem prosazovali již i v dresu Sovětského svazu. Individuální zlaté si z olympiád přivezli plavci Robertas Žulpa a Lina Kačiušytėová, boxer Danas Pozniakas, cyklista Gintautas Umaras nebo běžkyně na lyžích Vida Vencienėová.   

Arvydas Sabonis

Podíleli se také na řadě medailí kolektivních, například v házené (Aldona Česaitytė-Nenėnienė, Voldemaras Novickis), volejbale (Vasilijus Matuševas), fotbale (Arminas Narbekovas), ale zejména v basketbalu, kde k nejslavnějším medailistům patří Arvydas Sabonis (šestinásobný vítěz ankety o nejlepšího basketbalistu Evropy), Modestas Paulauskas, Šarūnas Marčiulionis, Valdemaras Chomičius či Rimas Kurtinaitis, který se stal i úspěšným trenérem. V NBA se prosadili i Žydrūnas Ilgauskas či Jonas Valančiūnas. Basketbal má v Litvě mimořádnou tradici. Litva patří k nejlepším reprezentacím na světě. Již před válkou Litevská mužská basketbalová reprezentace získala dva tituly mistrů Evropy (1937, 1939) a i po obnovení samostatnosti dokázala tento úspěch v roce 2003 zopakovat. Stejného úspěchu dosáhly v roce 1997 ženy. Basketbalový klub Žalgiris Kaunas, patří k nejlepším klubům na světě, na kontě má i vítězství v prestižní Eurolize.  
Fotbalová reprezentace tolik úspěšná není, ale Edgaras Jankauskas vyhrál Ligu mistrů s FC Porto a Deividas Šemberas Evropskou ligu s CSKA Moskva. Mezi nejlepší fotbalové kluby patří Žalgiris Vilnius, FBK Kaunas a FK Ekranas.   
Rasa Polikevičiūtėová, Edita Pučinskaitė a Diana Žiliūtė jsou mistryněmi světa v cyklistice. Za zmínku stojí i Ričardas Berankis, člen elitní tenisové čtyřicítky. V zimních sportech Litva zvlášť nevyniká.Vytautas Strolia je nejvíce fair play biatlonista, je známý velkým počtem čtvrtých míst. Litevská hokejová reprezentace do roku 1938 pravidelně nastupovala na mistrovství světa, největším úspěchem bylo 10. místo z roku 1938. Po rozpadu SSSR se Litva nejvýše dostala do skupiny I.A ( 2. nejvyšší) a bojovala neúspěšně o postup na MS 2020. Z Litvy pochází dvě legendy NHL Dainius Zubrus a Darius Kasparajtis. A brankář z KHL Mantas Armalis.  
Úspěšnou šachistkou je Salomėja Zaksaitė.